# 合肥市
合肥市，简称合或肥，有时亦简称庐，又称庐州，中华人民共和国安徽省省会和最大城市，行政区划级别为地级市。安徽省的政治、经济、文化教育、信息、交通、金融和商贸中心，中國综合性国家科学中心，长三角城市群副中心，国家重要的科研教育基地、现代制造业基地和综合交通枢纽，“一带一路”和长江经济带战略双节点城市，G60科创走廊中心城市，合肥都市圈中心城市和皖江城市带核心城市，世界科技城市联盟会员城市，中国最爱阅读城市，中国集成电路产业中心城市，国家科技创新型试点城市，中国四大科教基地之一。2018年9月，被授牌成为“海峡两岸集成电路产业合作试验区”。2018年中国内地城市综合排名17名。2020年，合肥首次跻身新一线城市；同年9月2日被评为国家公交都市建设示范城市。市人民政府駐蜀山区东流路100号。
合肥地处长江、淮河之间，环抱巢湖，位于安徽省正中央，分别与东边的滁州市、马鞍山市，南边的芜湖市、铜陵市、安庆市，西边的六安市，北边的淮南市相邻。全市总面积11,445平方公里（含巢湖水面750平方公里）。全市常住总人口约964万人。合肥历史悠久，自秦汉建制已有两千余年，历为江淮地区重要的行政、经济中心和军事重镇，素以“淮右襟喉、江南唇齿”“江淮首郡、吴楚要冲”著称。

## 市名

### 市名来源
“合肥”之名已知最早出现在司马迁《史记·货殖列传》中，“而合肥受南北潮，皮革、鲍、木输会也”。根据合肥地方志记载，“合肥县盖秦置，秦改封建为郡县，属九江郡”，但秦时旧县名已不可考。公元前122年（汉武帝元狩元年），改淮南国为九江郡，辖合肥等县，这是合肥县建制之始。“合肥”名称来自其独特的地理位置，说法有二。其一是北魏郦道元《水经注》：“夏水暴涨，施（今南淝河）合于肥（今东淝河），故曰合肥”。唐代有人提出另一种说法，淝水出鸡鸣山，北流二十里分而为二，其一东南流（南淝河），经过这里入巢湖；其一西北支（东淝河），二百里出寿春入淮河。《尔雅》上指出“归异出同曰肥”，因此“二水皆曰肥，合于一源，分而为二，故曰合肥。”

### 简称与别称
合肥市并没有官方明确认定的简称，但一般常用“合”（如合福高铁）或“肥”（常见于新闻报道，如“商务部来肥调研中德合作情况”）指代。合肥市别称“庐州”，源于隋朝时设置的庐州，此后直至清末，合肥一直为庐州、庐州路、庐州府治所，因而，合肥市有时亦可简称为“庐”，如庐剧。

## 历史

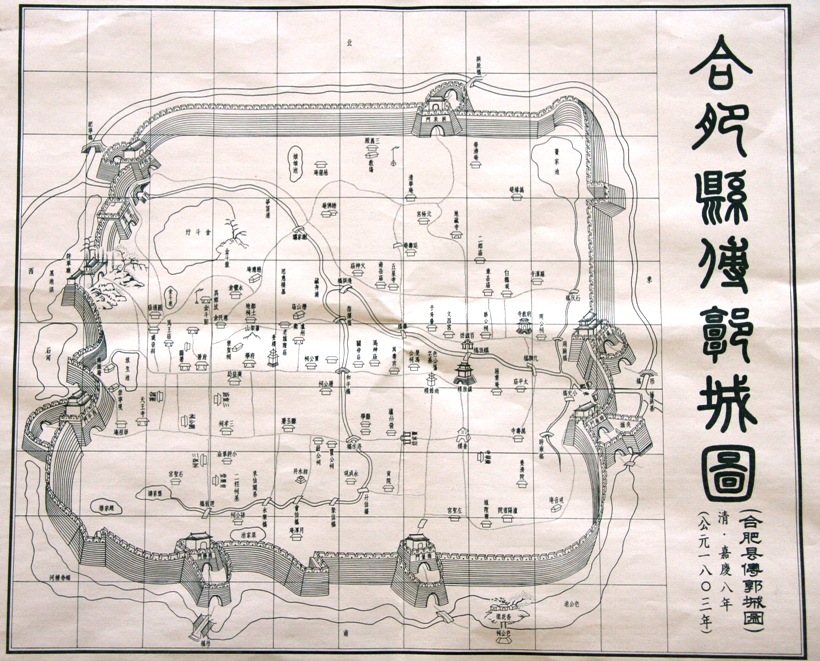
合肥老城图

考古学家发现合肥在旧石器时期就已经有人类活动，其中较为重要的遗址有蜀山区的庙东郢东南遗址、巢湖市的银山智人遗址等。
商汤灭夏之战中，《尚书》、《竹书纪年》记载桀逃往南巢，而合肥市区西南的三官庙遗址即有可能是南巢的所在地。
西周时期，周王分巢国为庐、巢两国，其中庐国都于庐邑，位于今天的合肥市区西北。春秋战国时期，先后属楚、吴、越，后又属楚国。
“合肥”之名，最早出现在大文学家、史学家司马迁的《史记·货殖列传》中：“合肥受南北潮，皮革、鲍、木输会也”。秦汉之交，合肥正式建立“合肥县”，属九江郡。
东汉末年群雄割据，合肥几经战乱，最终由曹操控制，并在此设立扬州刺史部，管辖曹操实际控制的扬州江北部分。曹操、孙权以及后来的魏吴两国曾在合肥交战多次，史称“合肥之战”。西晋属淮南郡。东晋在此安置汝阴（今阜阳市）侨民，因而改名汝阴县。刘宋设立南汝阴郡，治汝阴县。南齐改南汝阴郡为汝阴郡。萧梁设南豫州，治于汝阴，遂改合州。
隋朝初年，复设合肥县，改合州为庐州。唐代建制基本不变。
五代十国时期，合肥主要归属杨吴及南唐管辖，两国先后在此设立德胜节度使和保信节度使。北宋庐州建制不变，新设淮南西路管辖包括寿春、合肥在内的淮西各地，并在合肥设立淮南西路转运使司、提举常平广惠仓司和兵马钤辖司。南宋时期，合肥是抗金前沿，设有淮南西路安抚使司和转运使司。

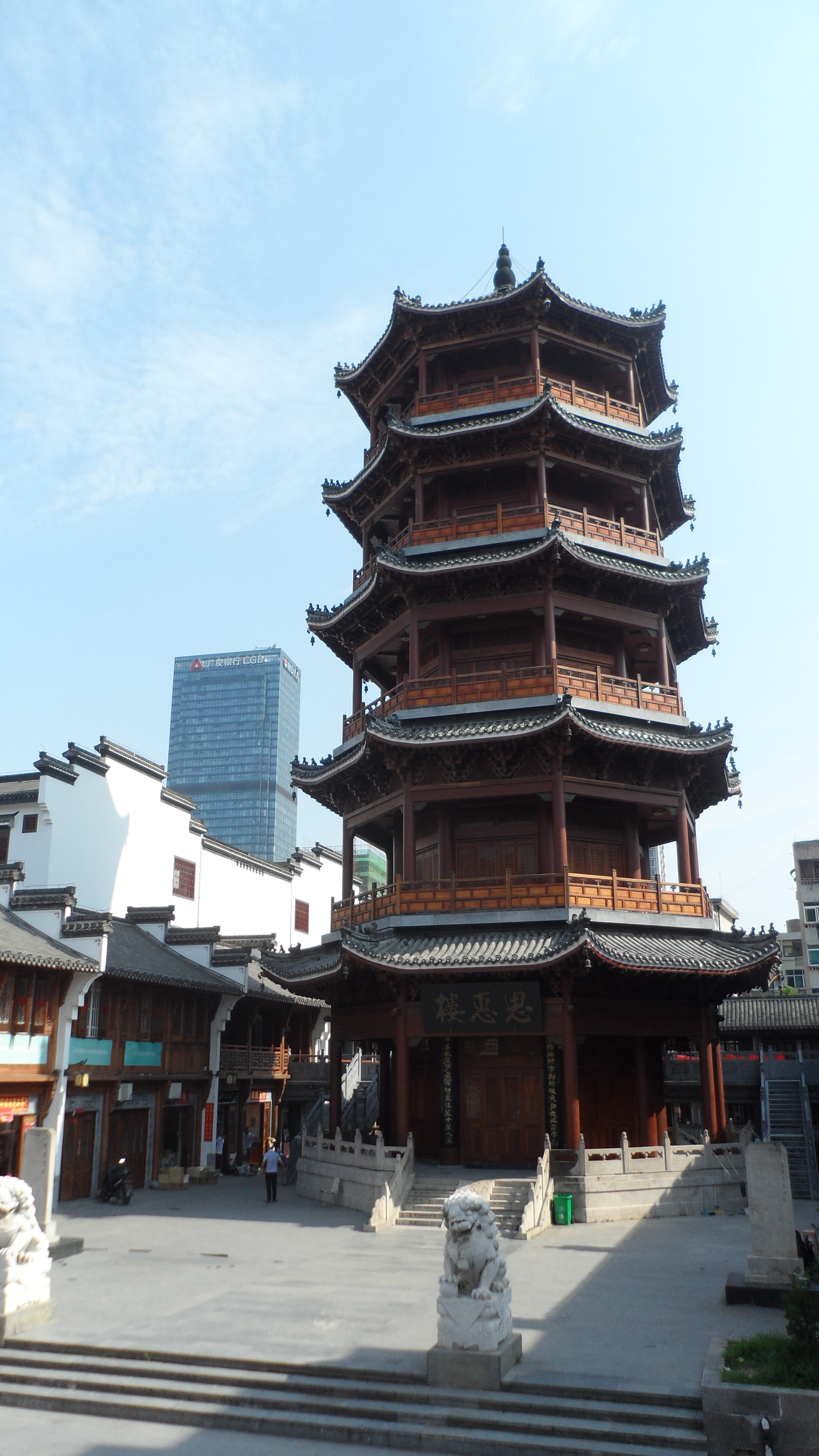
庐州府城隍庙思惠楼

元在此设庐州路管辖合肥、梁（在今肥东县境内）和舒城三县以及和州、无为州、六安州三州，亦设立淮西道宣慰司和淮西江北道提刑按察司（后称淮西江北道肃政廉访司）管辖淮西各路。元末朱元璋攻克合肥城后曾短暂于此设江淮行中书省。明清为庐州府治。
清朝康熙年间，江南分省，安徽省成型。合肥县在1853年至1862年间（即太平天国时期）为安徽省临时省会。1912年中華民國建立，废置庐州府，保留合肥县。1938年春，原安徽省法定省会怀宁县（今安庆市）沦陷，临时省会迁至立煌县（今金寨县）。民国34年（1945年）8月，日本投降。9月后，安徽省会由立煌县迁驻合肥县。
1949年1月10日淮海战役结束。中国共产党领导的解放军已逼近合肥县。皖西军分区联系安徽省政府顾问朱传礼，希望他设法使驻守合肥县的国军第八兵团刘汝明部早日撤离，使合肥“和平解放”。1月19日，华东野战军先遣纵队指挥部率第一、第四支队进驻合肥县东乡梁园镇（今属肥东县）。部队电话命令，中华民国政府任命的合肥县县长龚兆庆“在解放军到达合肥前，负责保护全城市民生命财产安全，维护社会秩序，不准任何破坏，听候我方接管。”21日晨3时许，第四支队一大队队长李锡风、政委齐平率部达肥东磨店（今合肥市瑶海区），7时许，到达合肥城东门外飞机场边沿。一大队侦察班与国军撤离士兵遭遇，国军士兵很快南撤。下午3时许，一大队从东门进入合肥县城。22日，成立合肥市临时军事管制委员会。
解放军占领合肥县后，陆续占领周边地区。1949年1、2月间，相继成立中共肥西县委、县政府和独立团，中共寿（县）合（肥）县委、县政府和县总队，中共三河县委、县政府和三河县武装大队，中共肥东县委、县政府和县总队。1949年1月31日，中共江淮区委决定，成立中共合肥市委。2月1日，成立合肥市人民政府。同时成立合肥城防司令部。合肥市的党、政、军机构分属中共江淮区党委、江淮专区行署、军区领导。
中共政权将合肥县分置合肥市、肥东县、肥西县、寿合县、三河县后，1949年2月5日，正式成立合肥市军事管制委员会，成为合肥市军事管制时期最高权力机构，统一全市军事行政管理事宜。同年4月，设立皖北行政区。合肥市为中共皖北区委员会、皖北人民行政公署、皖北军区驻地。
1952年，皖北、皖南两公署合并，重新设立安徽省，正式定省会为合肥市。1964年划寿县东部、定远西部、肥东西北部、肥西东北部设立长丰县，由合肥市管辖。1983年，肥东县、肥西县分别从巢湖专区和六安专区归还合肥，此时合肥市辖东市区、西市区、中市区、郊区4区和长丰、肥东、肥西3县。2002年将东市区、中市区、西市区、郊区分别调整为瑶海区、庐阳区、蜀山区和包河区。
2011年8月22日，安徽省宣布撤销地级巢湖市，并对原地级巢湖市所辖的一区四县行政区划进行相应调整，分别划归合肥、芜湖、马鞍山三市管辖。其中在原地级巢湖市居巢区基础上设立的县级巢湖市由安徽省直辖，由合肥市代管，原地级巢湖市管辖的庐江县划归合肥市管辖。调整后合肥市辖4区1市4县。

## 地理

### 地形
合肥地理位置优越，地处中纬度地带，位于长江、淮河之间，以平原丘陵为主。
合肥曾经在1992年与北京及珠海成为首批被授为国家园林城市。合肥市区人口355万，布局合理，道路宽畅。南淝河及环城河两岸的绿化带环绕市区中心。2003年，中国国家初中地理教材就以合肥的城市布局作为未来城市的样板。人民教育出版社的高中教科书也以《合肥市环城公园》为题对合肥市的绿地系统作了介绍。

### 气候
合肥属于北亚热带季风气候，四季分明。冬夏长，春秋较短。冬季冷凉干燥，夏季闷热，春秋湿而暖。1月平均气温3.1℃，7月平均气温28.5℃。年平均气温16.4℃。极端最低气温-20.6℃（1955年1月6日）。极端最高气温41.1℃（2017年7月27日）。年降水量约1002毫米。1952-2017年日最高温≥40℃天数10天。

### 水文

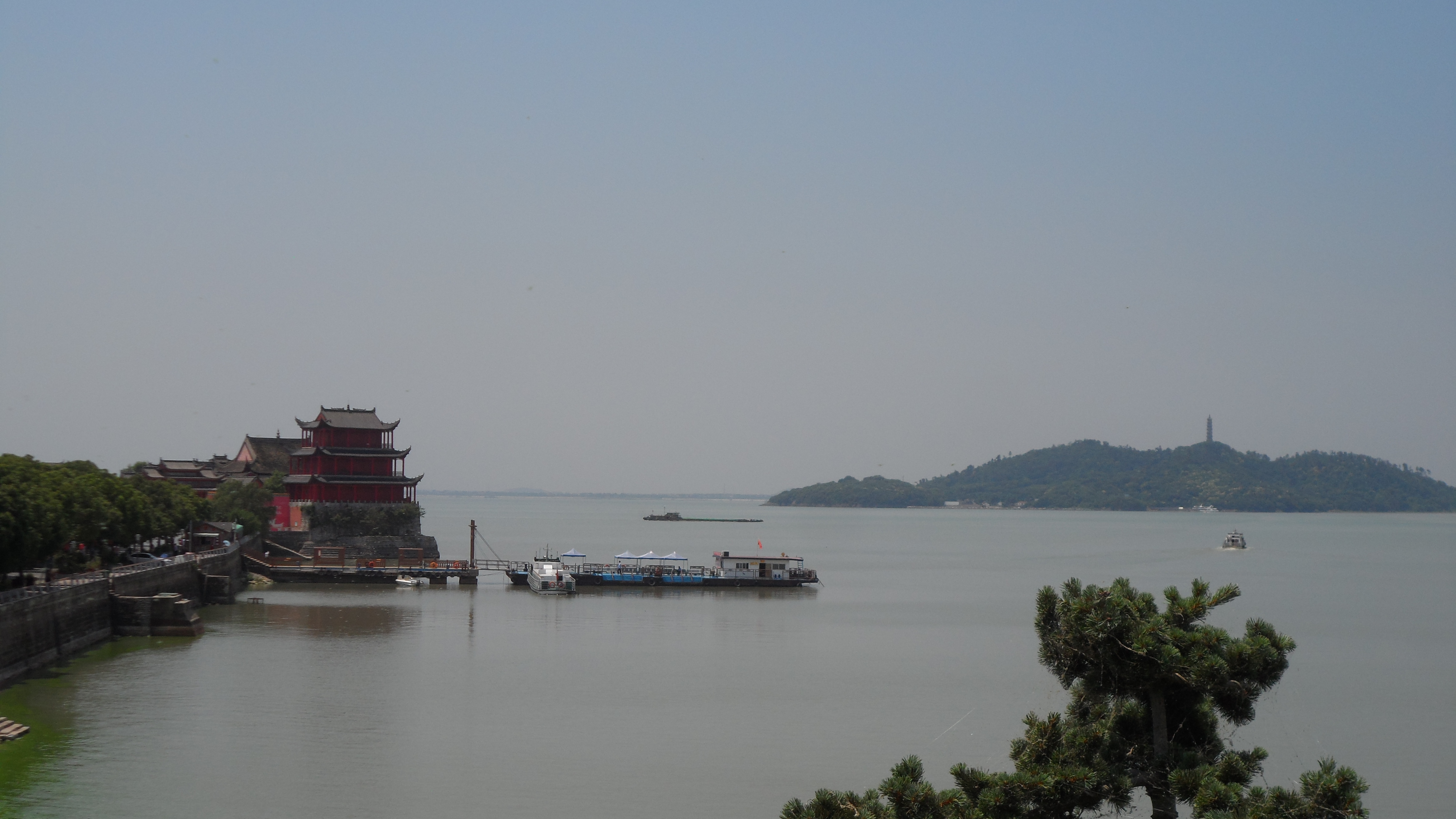
巢湖中庙和姥山岛

合肥地表水系较为发达，以江淮分水岭为界，岭北为淮河水系，岭南为长江水系，淮河水系主要有东淝河、沛河、池河等，长江水系主要有南淝河、派河、丰乐河、杭埠河、滁河、裕溪河、兆河、柘皋河、白石天河、西河等。境内巢湖是中国五大淡水湖之一。东西长54.5公里，南北宽21公里，水域面积770平方公里，号称“八百里巢湖”，湖底海拔5米，湖水容量随水位高程的不同而不同，当水位高程达14米时，湖水容量为63.7亿立方米。
| 1981–2010年间合肥市的平均气象数据                      | 1981–2010年间合肥市的平均气象数据 | 1981–2010年间合肥市的平均气象数据 | 1981–2010年间合肥市的平均气象数据 | 1981–2010年间合肥市的平均气象数据 | 1981–2010年间合肥市的平均气象数据 | 1981–2010年间合肥市的平均气象数据 | 1981–2010年间合肥市的平均气象数据 | 1981–2010年间合肥市的平均气象数据 | 1981–2010年间合肥市的平均气象数据 | 1981–2010年间合肥市的平均气象数据 | 1981–2010年间合肥市的平均气象数据 | 1981–2010年间合肥市的平均气象数据 | 1981–2010年间合肥市的平均气象数据 |
| 月份                                                   | 1月                               | 2月                               | 3月                               | 4月                               | 5月                               | 6月                               | 7月                               | 8月                               | 9月                               | 10月                              | 11月                              | 12月                              | 全年                              |
| ------------------------------------------------------ | --------------------------------- | --------------------------------- | --------------------------------- | --------------------------------- | --------------------------------- | --------------------------------- | --------------------------------- | --------------------------------- | --------------------------------- | --------------------------------- | --------------------------------- | --------------------------------- | --------------------------------- |
| 历史最高温 °C（°F）                                    | 20.2 (68.4)                       | 27.5 (81.5)                       | 30.4 (86.7)                       | 34.7 (94.5)                       | 36.4 (97.5)                       | 37.8 (100.0)                      | 41.1 (106.0)                      | 41.0 (105.8)                      | 38.6 (101.5)                      | 39.9 (103.8)                      | 30.1 (86.2)                       | 22.5 (72.5)                       | 41.1 (106.0)                      |
| 平均高温 °C（°F）                                      | 6.9 (44.4)                        | 9.4 (48.9)                        | 14.4 (57.9)                       | 21.1 (70.0)                       | 26.6 (79.9)                       | 29.3 (84.7)                       | 32.2 (90.0)                       | 31.8 (89.2)                       | 27.8 (82.0)                       | 22.5 (72.5)                       | 16.0 (60.8)                       | 9.7 (49.5)                        | 20.6 (69.1)                       |
| 日均气温 °C（°F）                                      | 2.8 (37.0)                        | 5.2 (41.4)                        | 9.8 (49.6)                        | 16.3 (61.3)                       | 21.8 (71.2)                       | 25.3 (77.5)                       | 28.3 (82.9)                       | 27.6 (81.7)                       | 23.3 (73.9)                       | 17.7 (63.9)                       | 11.0 (51.8)                       | 5.2 (41.4)                        | 16.2 (61.1)                       |
| 平均低温 °C（°F）                                      | −0.3 (31.5)                       | 1.9 (35.4)                        | 6.1 (43.0)                        | 12.2 (54.0)                       | 17.6 (63.7)                       | 21.7 (71.1)                       | 25.2 (77.4)                       | 24.3 (75.7)                       | 19.8 (67.6)                       | 13.8 (56.8)                       | 7.1 (44.8)                        | 1.6 (34.9)                        | 12.6 (54.7)                       |
| 历史最低温 °C（°F）                                    | −20.6 (−5.1)                      | −14.1 (6.6)                       | −7.3 (18.9)                       | −0.4 (31.3)                       | 6.2 (43.2)                        | 12.2 (54.0)                       | 17.9 (64.2)                       | 15.8 (60.4)                       | 10.8 (51.4)                       | 1.5 (34.7)                        | −5.1 (22.8)                       | −13.5 (7.7)                       | −20.6 (−5.1)                      |
| 平均降水量 mm（）                                      | 42.4 (1.67)                       | 52.3 (2.06)                       | 76.6 (3.02)                       | 81.4 (3.20)                       | 91.1 (3.59)                       | 142.9 (5.63)                      | 173.3 (6.82)                      | 126.0 (4.96)                      | 67.2 (2.65)                       | 57.4 (2.26)                       | 59.4 (2.34)                       | 30.8 (1.21)                       | 1,000.8 (39.41)                   |
| 平均降水天数（≥ 0.1 mm）                               | 8.2                               | 8.9                               | 11.6                              | 10.3                              | 10.2                              | 10.6                              | 12.1                              | 11.0                              | 7.8                               | 8.5                               | 7.6                               | 6.0                               | 112.8                             |
| 平均相對濕度（％）                                     | 75                                | 74                                | 72                                | 71                                | 71                                | 76                                | 80                                | 81                                | 77                                | 74                                | 74                                | 73                                | 75                                |
| 月均日照時數                                           | 118.7                             | 113.5                             | 138.6                             | 168.0                             | 190.9                             | 165.5                             | 189.2                             | 190.9                             | 153.8                             | 154.4                             | 148.7                             | 135.8                             | 1,868                             |
| 可照百分比                                             | 38                                | 37                                | 35                                | 42                                | 44                                | 41                                | 46                                | 50                                | 43                                | 46                                | 48                                | 46                                | 43                                |
| 来源：中国气象局（1971－2000年间的降水天数和日照数据） |                                   |                                   |                                   |                                   |                                   |                                   |                                   |                                   |                                   |                                   |                                   |                                   |                                   |

## 政治

### 现任主要领导
| 机构     | · 中国共产党 · 合肥市委员会 | 合肥市人民代表大会 常务委员会 | 合肥市人民政府    | · 中国人民政治协商会议 · 合肥市委员会 |
| 职务     | 书记                        | 主任                          | 市长              | 主席                                  |
| -------- | --------------------------- | ----------------------------- | ----------------- | ------------------------------------- |
| 姓名     | 费高云                      | 汪卫东                        | 罗云峰            | 韩冰                                  |
| 民族     | 汉族                        | 汉族                          | 汉族              | 汉族                                  |
| 籍贯     | 江苏省淮安市                | 安徽省休宁县                  | 甘肃省天水市      | 安徽省怀宁县                          |
| 出生日期 | 1971年8月（53歲）           | 1964年6月（60—61歲）          | 1966年1月（59歲） | 1963年11月（61歲）                    |
| 就任日期 | 2025年4月                   | 2018年1月                     | 2021年4月         | 2018年1月                             |

### 行政区划

合肥市政府双子座大厦

合肥市现辖4个市辖区、4个县，代管1个县级市。
- 市辖区：瑶海区、庐阳区、蜀山区、包河区
- 县：长丰县、肥东县、肥西县、庐江县
- 县级市：巢湖市

此外，合肥市设立以下经济管理区，并赋予县级管理权限：国家级合肥高新技术产业开发区、国家级合肥经济技术开发区、合肥新站高新技术产业开发区。
全市行政辖区总面积为11,445平方公里，其中巢湖水面面积750平方公里；市区建成区面积为460平方公里（2017年）。合肥市在十三五规划草案中提出加快长三角世界级城市群副中心城市建设，打造提升“大湖名城，创新高地”，实施县域经济突破工程，力争五县（市）全部进入全国百强县行列。

## 经济与民生
| 指标名称（单位）              | 经济与民生数据                  |
| ----------------------------- | ------------------------------- |
| 年末常住人口（万人）          | 963.4（+16.9）                  |
| 户籍人口（万人）              | 800.16（+7.49）                 |
| 就业人口数（万人）            | 586.1（+13.9）                  |
| 城镇登记失业率（%）           | /                               |
| 全年生产总值（GDP,亿元）      | 12013.1（1726.28亿美元，+3.5%） |
| 人均生产总值（元）            | 125798(18703美元，+3.9%)        |
| CPI（%）                      | 2.4                             |
| PPI（%）                      | /                               |
| 全年固定资产投资（亿元）      | 7509.0(+9.1%)                   |
| 房地产开发投资（亿元）        | 1457.09(-0.6%)                  |
| 社会消费品零售总额 （亿元）   | 5021.62(-1.8%)                  |
| 货物进出口总额（亿元)         | 3610.95（516.36亿美元,+8.6%）   |
| 进口总额（亿元）              | 1309.11（187.20亿美元,+1.1%）   |
| 出口总额（亿元）              | 2301.84（329.16亿美元,+13.4%）  |
| 全年一般公共预算收入（亿元）  | 909.25(+10.4%)                  |
| 税收收入                      | 670.73(+5.0%)                   |
| 一般公共预算支出支出 （亿元） | 1380.18(+12.8%)                 |
| 民生支出（亿元）              | 1166.10(+9.7%)                  |
| 上市公司数                    | 80                              |
| 境外上市公司数                | 5                               |
| 债券融资总额 （亿元）         | 4230.93                         |
| 常住居民可支配收入 （元）     | 48820（7015美元,+6.1%）         |
| 城镇居民（元）                | 56177((8072美元，+5.6%）        |
| 农村居民（元）                | 28727（4128美元，+7.0%）        |
| 人均消费支出 （元）           | 28966（4162美元,+2.7%）         |
| 城镇居民（元）                | 32964（4736美元，+1.6%）        |
| 农村居民（元）                | 18044（2592美元，+6.6%）        |
| 恩格尔系数(%)                 | 28.67（-1.33%）                 |

秦汉时期，合肥为南北贸易中转城市，《史记·货殖列传》中提到“合肥受南北潮，皮革、鲍、木输会也。”
唐宋时期，合肥的经济水平达到一个历史巅峰，成为淮西地区的中心，江淮、江南地区的重要城市，宋熙宁十年，庐州在城商税达到五万三百一十五贯八百八十七文，仅列于开封府、杭州、秦州、楚州、成都府、襄阳府、潼川府、兴元府、绵州、真州、平江府之后，为北宋所属州府中在城商税第十二名。北宋朱服在《过庐州》中描绘了合肥的经济繁荣：“昔年吴魏交兵地，今日承平会府开，沃野欲包淮甸尽，坚城犹抱蜀山回。柳塘春水藏舟浦，兰若秋风教弩台。”
宋金、宋元战争，合肥因处于前线，经济情况开始转差。元明时期，人口下滑，乃至至元十四年，淮西道宣慰使昂吉儿曾上奏称庐州一带荒地较多，可进行开垦。
合肥历史上因地理位置而数遭兵燹，建国初期经济基础较为薄弱。经过60多年来的建设和发展，合肥经济今天已初具规模，产业门类基本齐全，初步形成汽车、装备制造、家用电器、化工及橡胶轮带、新材料、电子訊息及软件产业、生物技术及新医药、食品及农副产品工業等八大产业。2019年，合肥GDP达到9409.40亿元人民币，人均生产总值达到115623人民币，按年均汇率为16761美元
合肥科教人才资源丰富，区位交通优势较好，比较适合发展加工制造业和高新技术产业。合肥市在经济发展中，注意坚持发展先进制造业和现代服务业，以期整体提升经济发展水平。目前，合肥在全国知名的企业和产品包括江淮汽车、合力叉车、美菱电器、荣事达电器等汽车、家电、装备制造等民族品牌。合肥市注重招商引资，引进了一批国内外知名企业落户建立大型生产基地，包括日立建机、ABB变压器、格力电器、海尔电器、长虹电器、美的电器、佳通轮胎、联合利华、大陆轮胎、京东方、熔安动力、洁敏电子、马钢薄板、中盐红四方等。这些企业正在稳步扩张，成为合肥产业发展新代表。在现代服务业方面，合肥引进有东亚银行、汇丰银行、华夏银行、南洋商业银行、瑞穗银行、万达广场、银泰中心、大洋百货、朗廷酒店、君悦酒店、洲际酒店、威斯汀酒店、香格里拉酒店、皇冠假日酒店、豪生酒店、希尔顿酒店、喜来登酒店、戴斯酒店、家乐福、沃尔玛、乐购、大润发、麦德龙等。截止2009年10月，有25家世界500强外资企业在合肥开展有经营活动，其中22家有直接投资，包括ABB、日立、联合利华、可口可乐、三洋、丰田、德国大陆、伟世通、江森自控、IBM、惠普等。

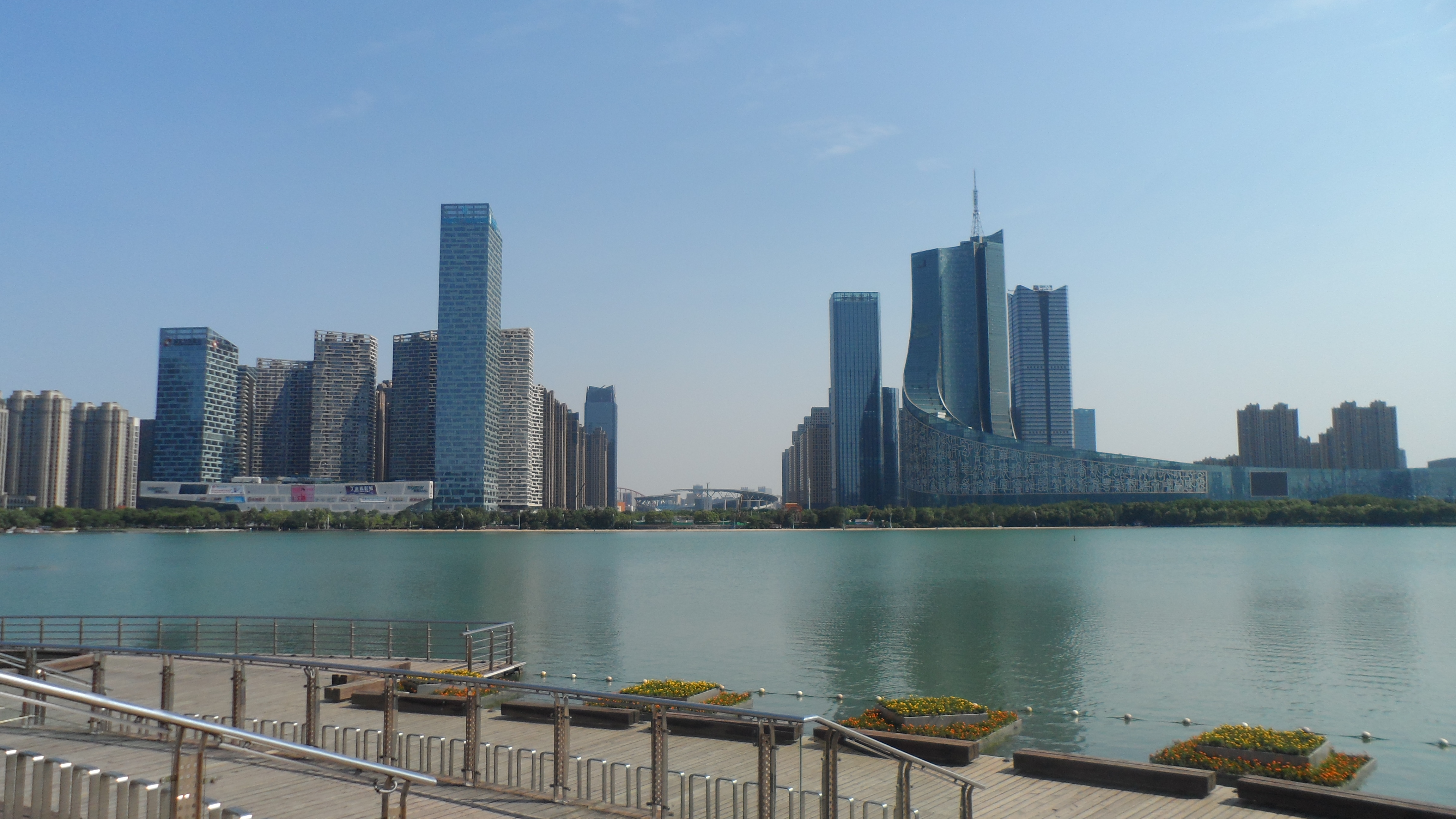
合肥天鹅湖旁的写字楼

从2005年开始，合肥进入经济高速发展期，经济发展各项增长速度均在全国省会城市属于前列，2008年居全国城市发展增速第三位（前两位是重庆市、天津市）。其下辖的肥东县、肥西县连年进入安徽省十强县行列。于2010年进入全国百强县。基于合肥不断增强的经济实力和辐射力，2009年8月安徽省下发文件《关于加快合肥经济圈建设的若干意见》，提出要以合肥为中心，打造“合肥经济圈”，涵盖周边淮南、滁州、六安三个地级市及舒城、桐城等县市区。合肥市正与周边兄弟城市密切联系，陆续签署相关合作协定，加强在城镇体系、基础设施、产业布局、市场体系、生态保护、旅游发展等方面的一体化规划编制和推动实施，进一步促进经济圈的合作融合。
在经济和城市发展空间布局上，合肥市提出“1331”城市发展规划，在“1331”的第一个“1”中，新规划进行了“双心两扇两翼”的概括。“双心”，一个是位于老城区的“老城中心”，一个是位于滨湖新区的“新城中心”，“两扇”则位于合肥的西北方和东南方，“两翼”则位于合肥的东北和西南部。三个副中心城区，即庐江、长丰、巢湖城区。三座产业新城，即空港产业新城、合巢产业新城和庐南产业新城。一个环巢湖休闲生态旅游区。
在全国角度看，合肥国内生产总值GDP11412.8亿元（2021年）在全国297个地级以上城市中排名第19位。
2023年，合肥市地区生产总值（GDP）12673.8亿元，按不变价格计算，同比增长5.8%。

## 社会

### 人口
2022年全市常住人口为963.4万人，比上年增加16.9万人，增长1.79%。占全省的比重为15.72%，比上年提高0.24个百分点。
根据2020年第七次全国人口普查，全市常住人口为9,369,881人。同第六次全国人口普查的7,457,027人相比，十年共增加了1,912,854人，增长25.65%，年平均增长率为2.31%。其中市辖区常住人口5,118,199人，全市城镇人口7,709,277人，城镇化率为82.28%，全市流动人口4,442,288人。全市常住人口中男性4,821,924人，占51.46 %；女性4,547,957人，占48.54 %，性别比为106.02。全市常住人口中，0-14岁人口1,547,924人，占16.52 %；15-59岁人口为6,392,097人，占68.22 %；60岁及以上人口1,429,860人，占15.26%，其中65岁及以上人口为1,123,214人，占11.99%。全市人均受教育年限10.08年；15岁及以上人口中，小学文化程度人口占19.8%，初中文化程度人口占26.9%，高中文化程度人口占14.9%，大学及以上文化程度人口占26.4%。

### 民族
全市常住人口中，汉族人口为9,300,616人，占99.26%；各少数民族人口为69,265人，占0.74%。与2010年第六次全国人口普查相比，汉族人口增加1,891,129人，增长25.52%，占总人口比例下降0.1个百分点；各少数民族人口增加21,725人，增长45.7%，占总人口比例增加0.1个百分点。

### 方言
合肥话是属于江淮官话洪巢片的一种重要方言。合肥话的基本特点是北腔南调，音色和发音力度偏向北方，较刚劲；而语音偏向南方，音变较多。合肥话主要使用于合肥市辖区（合肥市辖区现以普通话为主，土著合肥人仍旧使用）、肥东县、肥西县及长丰县南部等地。合肥周边的六安市区、舒城县、定远县等地方言亦属于江淮官话合肥小片。

## 交通
近年来，合肥不断加大交通建设，以改变区位和交通劣势，促进经济和产业发展。

### 公路
合肥已形成105公里长的  合肥绕城高速公路 ，并连接合肥-南京、合肥-徐州、合肥-安庆、合肥-阜阳、合肥-芜湖、合肥-六安等方向的7条高速公路，全面融入国家高速公路网络。
合肥是重要的公路枢纽之一。 206国道、 312国道、 合肥绕城高速公路、 京台高速、 沪陕高速、 沪蓉高速、 芜合高速、 蚌合高速等公路过境。

#### 高速公路
| 京台高速公路 - 双庙互通 - 路口枢纽 - 梁园互通 - 陇西枢纽 - 肥东互通 - 肥东服务区 - 龙塘互通 - 南淝河路互通 - 包河大道互通 - 小西冲枢纽 京台高速公路、合安高速公路 - 方兴大道互通 - 严店互通 - 丰乐服务区 - 舒城互通 - 汤池北互通 - 庐江互通 - 马堰枢纽 | 京台高速公路 - 庐江南互通 - 沙溪服务区 - 泥河互通 - 浮山互通 合安高速公路 - 马堰枢纽（在建） - 柯坦互通 - 陈埠服务区 | 德上高速公路 - 高店枢纽 - 铭传互通 - 山南互通 - 小井庄服务区 | 沪陕、沪蓉高速公路 - 栏杆集互通 - 文集服务区 - 石塘互通 - 陇西枢纽 - 沪陕高速路口支线(在建） - 众兴服务区 - 三十头互通 - 双凤互通 - 双墩互通 - 岗集互通 - 合肥西枢纽 - 长岗互通（在建） - 机场互通 - 机场高速 - 高刘互通 - 新桥服务区 - 高店互通（在建） - 高店枢纽 |

| 合肥绕城高速公路 - 合肥西枢纽 - 蜀山互通 - 集贤路互通 - 金寨路互通 - 小西冲枢纽 沪武高速（在建） - 坝镇互通（在建） - 坝镇枢纽（在建） - 庐江东服务区（在建） - 庐江东互通（在建） - 庐江北互通（在建） - 马堰枢纽（在建） | 和襄高速（在建） - 夏阁枢纽（在建） - 夏阁南互通（在建） - 夏阁南枢纽（在建） - 中埠互通（在建） - 烔炀南互通（在建） - 烔炀枢纽（在建） - 三河枢纽（在建） - 丰乐枢纽（在建） - 丰乐互通（在建） - 新仓互通（在建） | 芜合高速公路 - 半汤互通（在建） - 巢湖互通 - 夏阁枢纽 - 巢湖服务区 - 拓皋互通 - 王铁枢纽（在建） - 芜合高速肥东支线（在建） - 王铁互通 - 陇西枢纽 | 芜合高速肥东支线（在建） - 王铁枢纽（在建） - 西山驿互通（在建） - 烔炀互通（在建） - 烔炀枢纽（在建） |

| 明合高速 - 陈集互通 - 古城枢纽 - 马湖互通 - 章辉枢纽 - 青岗集服务区（在建） - 苏湾互通 - 夏阁枢纽 - 夏阁互通 巢黄高速（在建） - 夏阁南枢纽（在建） - 卧牛山互通（在建） - 银屏互通（在建） - 银屏枢纽（在建） | 滁新高速 - 杜集服务区 - 永丰互通 - 长丰枢纽 滁合高速（在建） - 岱山湖互通（在建） - 古城枢纽（在建） - 龙山互通（在建） - 八斗互通（在建） - 杨店互通（在建） - 团结枢纽（在建） - 白龙互通（在建） - 路集枢纽（在建） - 滁合高速合肥支线 | - 淮南北路互通（在建） - 下塘互通（在建） - 陶楼互通（在建） - 龙门寺枢纽（在建） - 分水岭路互通（在建） 蚌合高速 - 长丰枢纽 - 长丰南互通 - 杨庙互通 - 龙门寺服务区 - 吴山互通 - 合肥西枢纽 | 宁合高速（在建） - 夏阁东枢纽（在建） - 夏阁南互通（在建） - 夏阁南枢纽（在建） - 中埠互通（在建） - 烔炀南互通（在建） - 烔炀枢纽（在建） |

| 淮桐高速（在建） - 新桥西互通（在建） - 高刘枢纽（在建） - 魏武路互通（在建） - 白莲岩路互通（在建） - 大柏互通（在建） - 铭传路互通（在建） - 紫蓬山互通（在建） - 花岗西互通（在建） - 花岗服务区（在建） | - 花岗南互通（在建） - 花岗枢纽（在建） - 新仓枢纽（在建） 长固高速（在建） - 长丰西枢纽（在建） 杭合高速（在建） 无桐高速（在建） - 白湖互通（在建） - 庐江南枢纽（在建） | 铜商高速（在建） - 坝镇互通（在建） - 沐集枢纽（在建） - 盛桥互通（在建） - 白山服务区（在建） - 同大互通（在建） - 三河互通（在建） - 三河枢纽（在建） - 丰乐枢纽（在建） - 丰乐互通（在建） - 新仓互通（在建） | 合叶高速（在建） - 花岗枢纽（在建） - 山南枢纽（在建） |

| - 206国道（烟汕线） - 312国道（沪霍线） - 330国道（温合线） - 346国道（沪康线） - 101省道（合相路） - 102省道（合阜路） - 103省道（合黄路） - 104省道（合宣路） - 105省道（合马路） | 市政快速路 已通车路段 金寨路高架 南北一号高架 铜陵路高架 徽州大道高架 包河大道高架 阜阳北路高架 裕溪路高架 文忠路高架 桥头集路高架 合作化南路高架 | - 一环快速路 - 二环快速路（西环、南环、北环） - 长江西路快速路 - 方兴大道快速路 - 上海路快速 - 郎溪路高架 - 宿松路快速路 - 包公大道快速路 - 淮海大道快速路 - 锦绣大道快速路 | - 南淝河路快速路 - 清溪路快速路 - 四里河路快速路 - 新蚌埠路快速路 - 龙兴大道高架 - 将军岭路快速路 - 合六路（ 312国道蜀山至小庙段）快速路 |

### 铁路

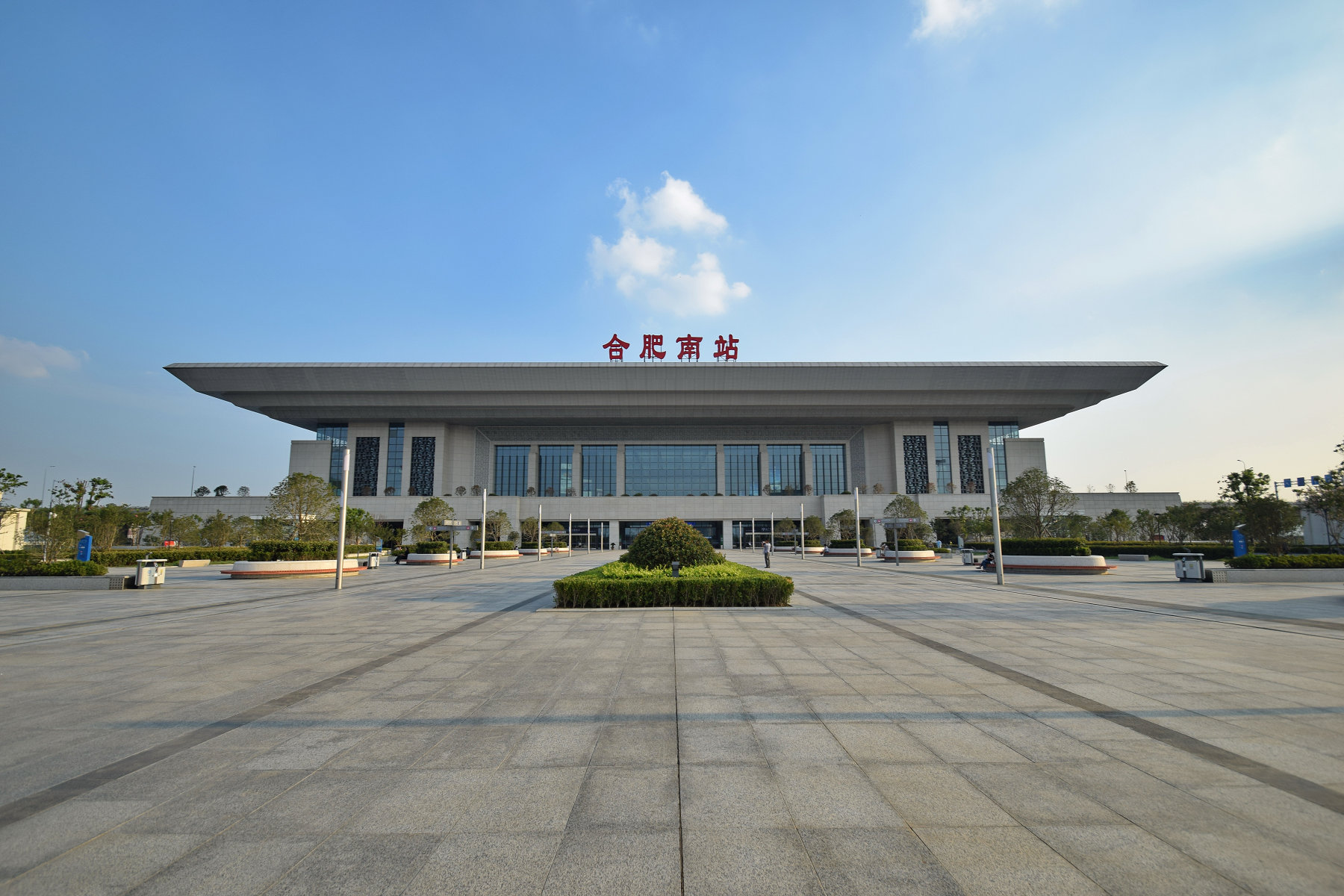
合肥南站

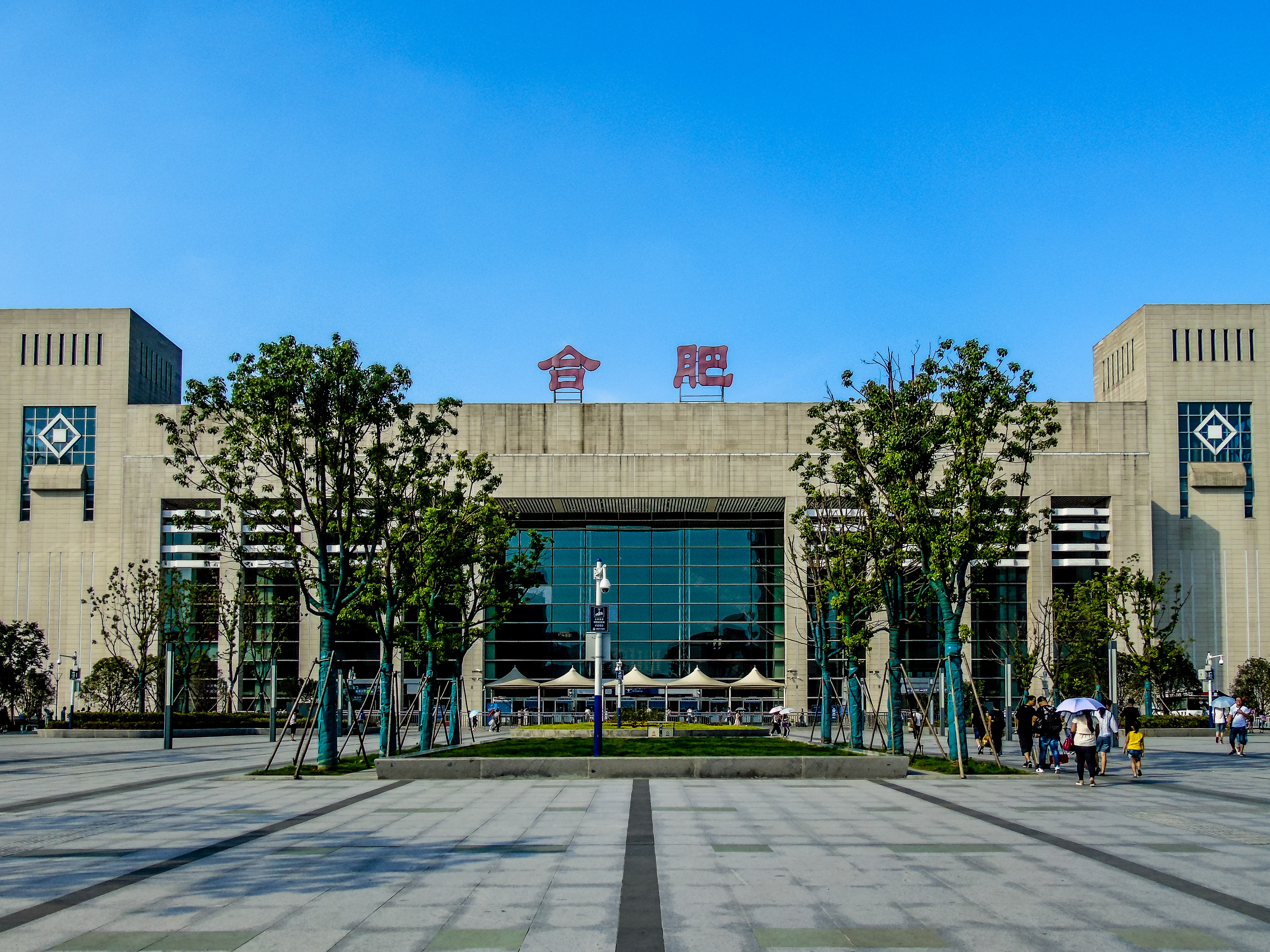
合肥火车站

拥有合武高铁、合宁高铁、淮南铁路、合九铁路、宁西铁路、合福高铁、合青高铁。合肥至蚌埠的合蚌客运专线比照京沪高铁建设，已于2012年10月16日正式开通运营，合肥至北京最快在4小时内到达。合肥铁路南环线及合肥南站的投入运营更使合肥铁路形成“三足鼎立”之势，合肥高铁南站建设为了一个立体换乘枢纽，开通运行以来也成为全国高铁枢纽之一。
高铁站：合肥站、合肥南站、合肥西站（在建中）、肥西站、肥东站(改造中)、水家湖站、合肥北城站、庐江西站、巢湖东站、长临河站、柘皋站
其他火车站：巢湖站（客运火车站）、庐江站（客运火车站）、龙桥站（客运火车站）、合肥北站、合肥东站、蜀山东站（暂停营业）、双墩集站、庐江南站、中垾站、巢湖西站
另外合肥是长三角四大铁路枢纽城市，新的长三角城际铁路规划将以上海、南京、杭州、合肥为中心，覆盖长三角地区地级城市及主要城镇，实现主要城市间和相邻城市间“1-2小时交通圈”，区域内其他城市间3小时内到达。便捷的高铁建设使合肥一跃成为全国性铁路枢纽，已经实现从合肥出发，1小时到南京，2小时到上海、杭州，3小时到武汉、郑州，4小时到北京、福州。

### 水运
航运方面，合肥港是全國28個內河主要港口之一，正在興建的江淮運河有望於2022年底通水通航，并已完成升级改造裕溪河，实现2000吨级船舶经长江、裕溪河、巢湖、上派河抵达市域码头。正在規劃兆西河一級航道，未來3000-5000噸江海輪可直達合肥港。随着国内外产业转移的加速和合肥交通条件的改善，合肥的区位交通、产业基础、科教人才等优势逐步获得认可，吸引着越来越多的投资和项目聚集。

### 民航
拥有合肥新桥国际机场，开通了60多条国内航线，和台湾、香港、澳门、韩国、日本、泰国等境外及国际航线。机场等级级为4E级、远期4F级，二期工程完工后，合肥新桥机场将成为继北京首都、上海虹桥、上海浦东、广州白云、深圳宝安、厦门高崎等机场之后具备国内目前最高飞行区等级的机场。目前可供除了A380外，世界上目前已投入商务运营的所有飞机起降。原合肥骆岗国际机场于2013年5月30日转场。

### 城市交通

#### 公交车

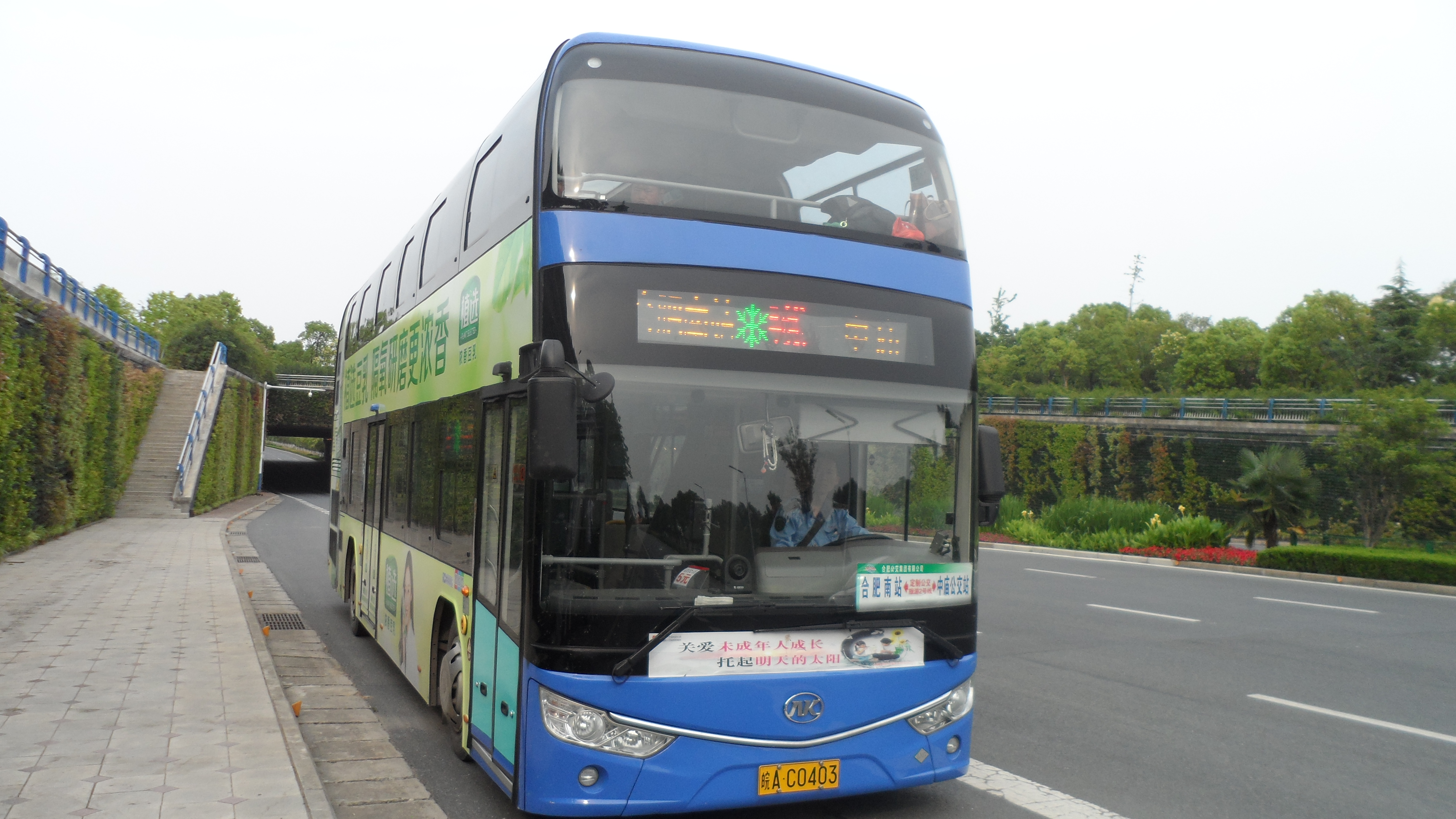
合肥旅游公交2号线巴士

随着城市规模的扩大，合肥公交系统方面也得到了长足的发展，合肥市于2006年被评为了“全国优先发展城市公共交通示范城市”。合肥公交集团是合肥市城市公交客运的骨干企业，前身为合肥市公共交通总公司，成立于1956年2月。2002年5月合肥市公共交通总公司与合肥市出租汽车旅游总公司合并重组为合肥公交集团。集团现有职工近12000人，各种车辆5000多辆，其中公交营运车辆近4500辆；营运线路161条，线路总长2040千米，公交日均行驶里程72万公里，日均客运量由五年前的80万人次上升到200万人次，公交出行分担率稳步提升。

#### 合肥快速公交
合肥拥有数百条公交线路，其中，合肥快速公交系統已在2010年开通，截止2023年6月，共设有8条线路。

#### 出租车
合肥市出租车起步价为：排量2.0升或以下车型8元/2.5公里，排量2升或以上车型9元/2.5公里，之后排量1.3升以下车型每公里1.4元，排量1.3升及以上车型每公里1.6元，单程行驶15公里至25公里，每公里租价加收50%，25公里以上，每公里租价加收75%；23:00–5:00，排量1.3升或以下车型调整为每公里1.68元，排量1.3升及以上车型调整为每公里1.92元。

#### 轨道交通
目前运营线路为1号线、2号线、3号线、4号线、5号线和8号线，运营线路总长231.79千米，全线共设171座站点。在建的3号线馆驿站、4号线紫云湖站、6号线一期、7号线一期、S1号线将于2025年后陆续开通运营。

#### 合肥禁(限)摩
根据《合肥市道路交通安全条例》（修订）相关规定发布公告，自2014年7月1日起，停止进行市区新摩托车登记上牌业务，皖A数字牌及皖AA牌照不再增发，已有的摩托车市区牌照到期自动收回；市区一环路以内（不含一环路）区域24小时禁止摩托车通行。非合肥市区牌照的摩托车不得进入市区二环路以内（不含二环路）以及其他限行区域内的道路行驶；高架道路和上跨式立交桥，禁止摩托车通行。2014年10月1日起，突破禁摩（限摩）规定的摩托车驾驶人，将处罚200元并记3分。
2021年4月23日中华人民共和国道路交通安全法第三次修正后，闯入禁摩区将面临罚款200元记1分的处罚。

## 文化
合肥市历史文化底蕴深厚，素有“三国旧地，包公故里，淮军摇篮”之称。合肥文化属于江淮文化，同时因其位于江淮之间的特殊地理位置，是南北文化的交汇处，兼具皖北中原文化豪迈和皖南皖江文化精明的特点。

### 戏曲

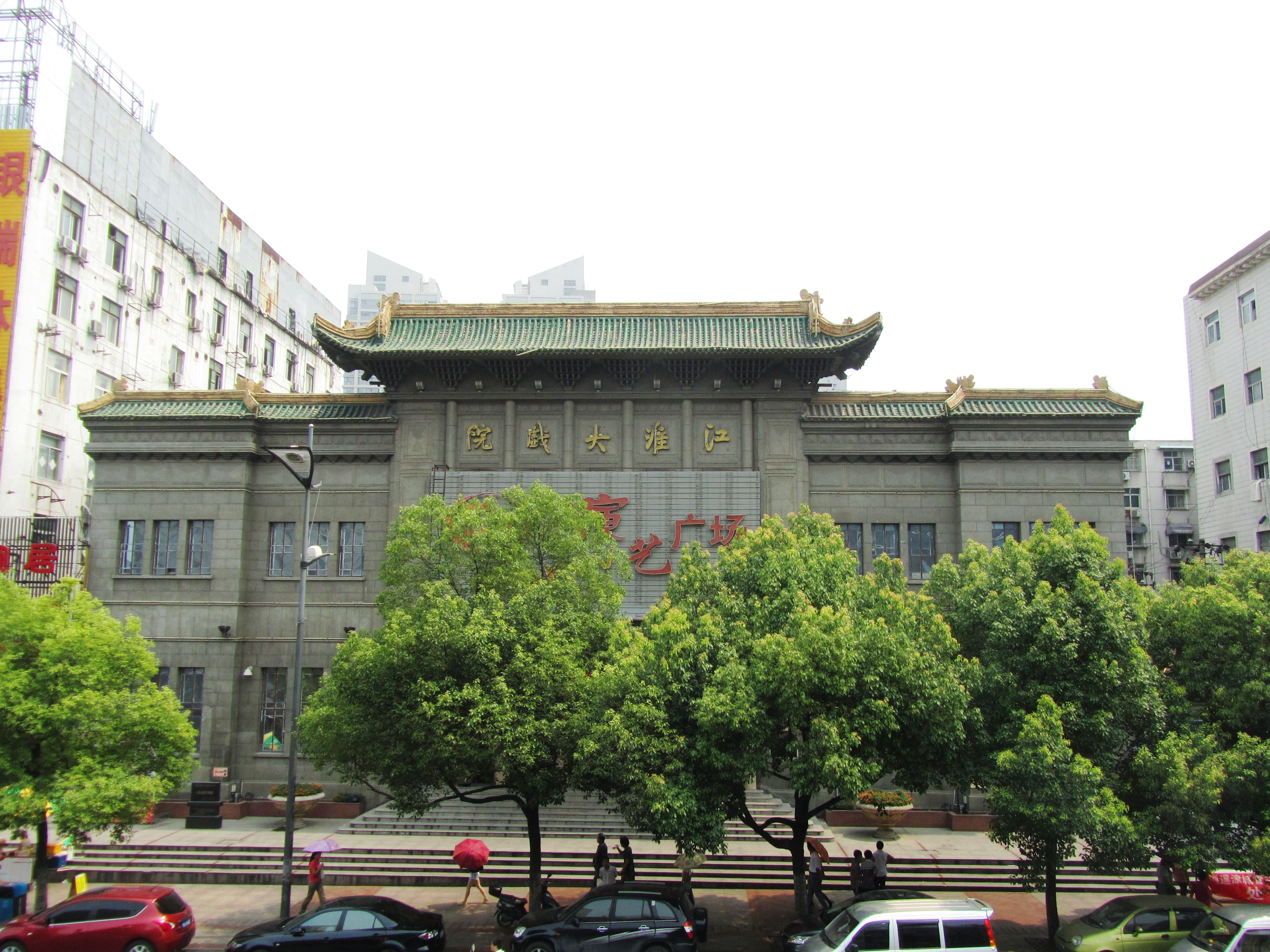
江淮大戏院

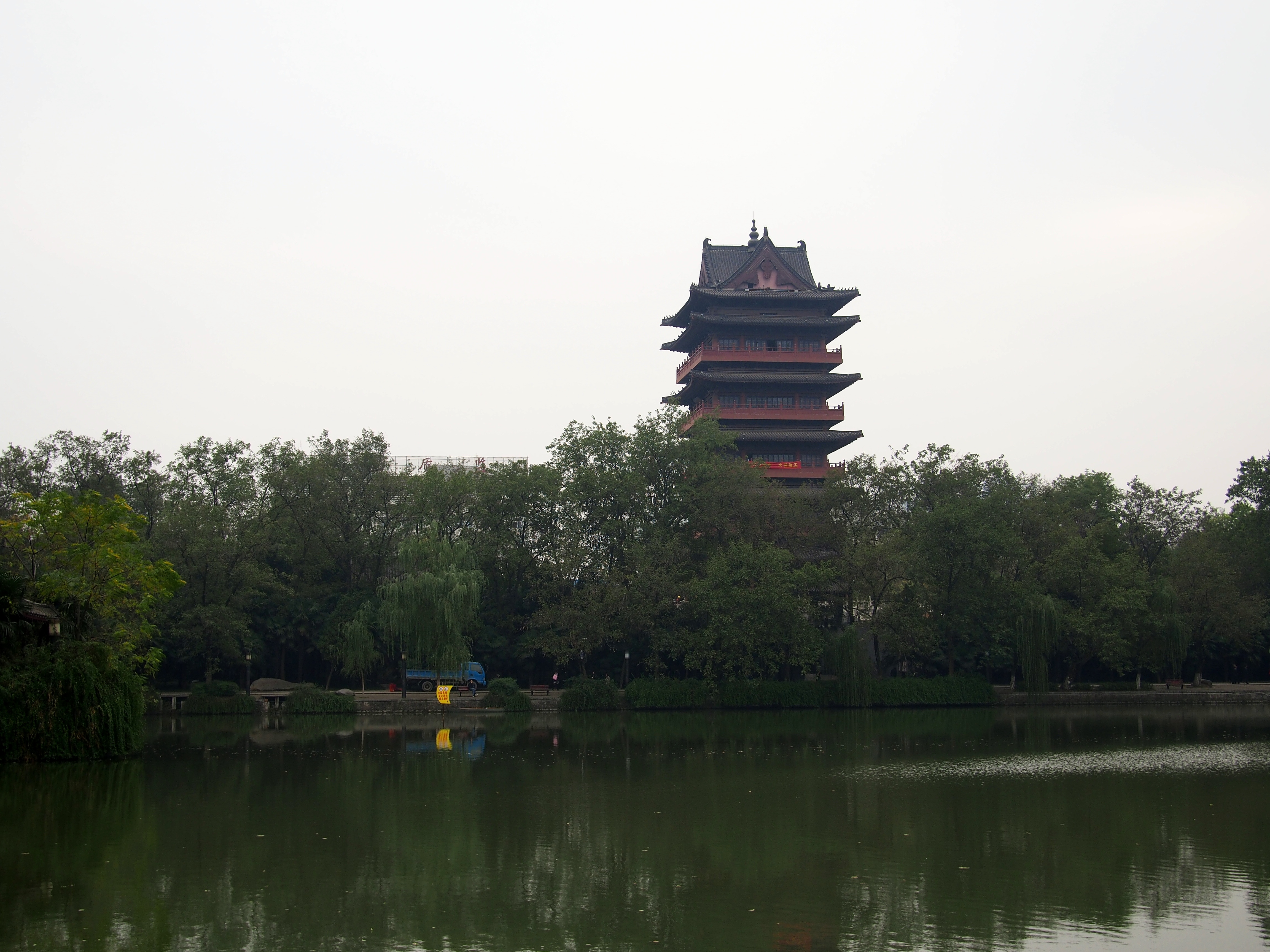
合肥包公园

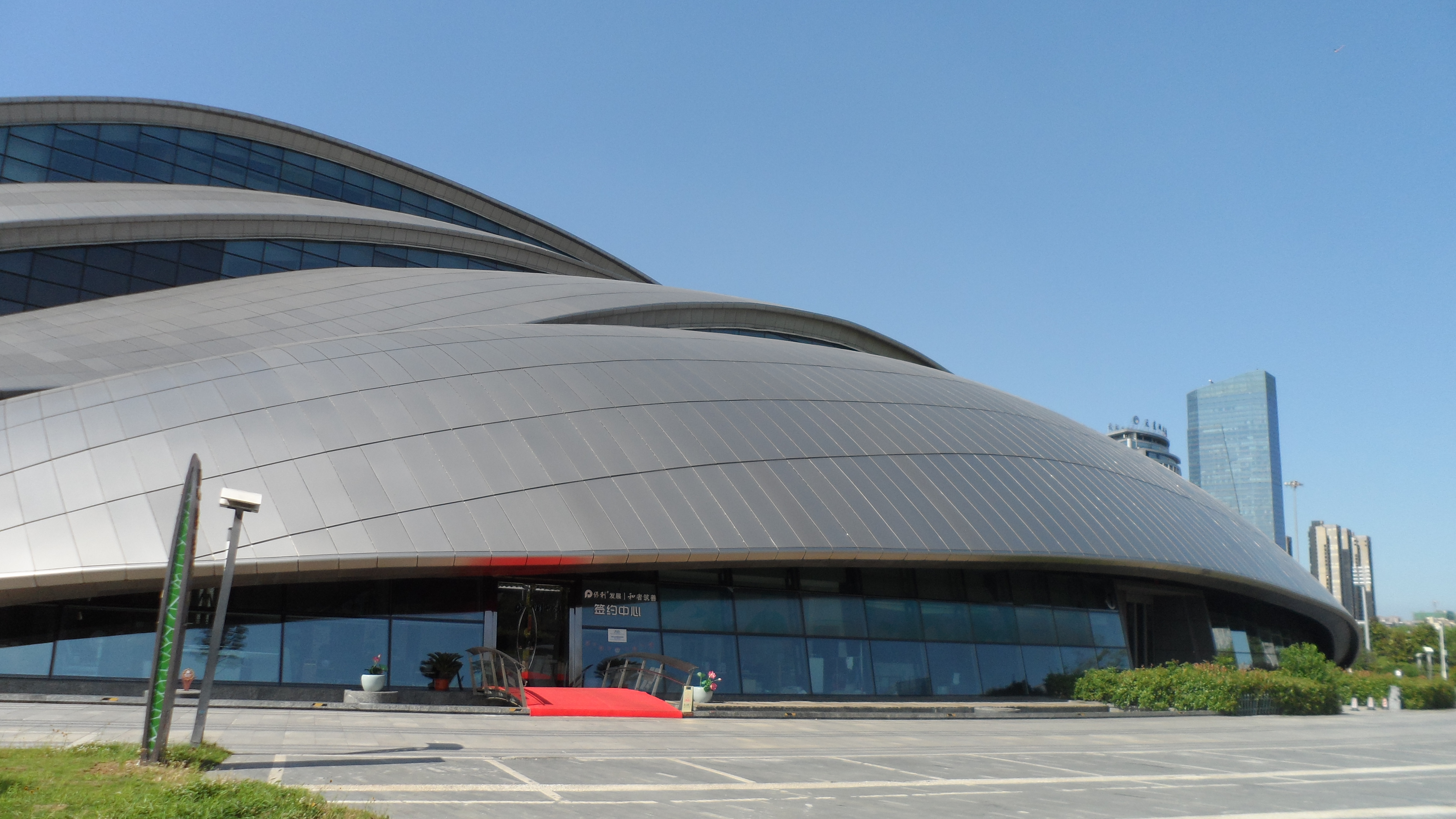
合肥大剧院

合肥主要地方剧种是庐剧，外来剧种有京剧、越剧等。庐剧，又称“倒七戏”，源于江淮之间，是吸收了徽剧、京剧等其他剧种特点的地方剧种，其起源无明确史料记载，但至少可追溯到清朝中期，距今已有约两百年的历史。历史上，庐剧流行于江淮之间的皖西、皖中及皖南部分县市，以民间班社的形式为主。二十世纪五十年代，文化部门对私营庐剧班社进行国营改革，分别成立了安徽省庐剧团、合肥市人民庐剧团等二十多个专业国营庐剧团体，其中安徽省庐剧团与合肥市人民庐剧团于1969年8月合并成立的合肥市庐剧团，是安徽省最主要的庐剧表演团体。庐剧于2006年5月被国务院列入首批国家级非物质文化遗产名录。

### 饮食
合肥菜，也称庐州菜，是发源于合肥市周边地区的农家土菜的统称。合肥菜同时受到本省沿淮菜和沿江菜的影响，同时因临近江苏省，合肥菜中的许多菜品又吸纳了淮扬菜的口味清淡特点。合肥菜在长期的形成发展过程中，形成了自己独特的风格，口味多酱香型，甜、辣为主，腊香、原汁原味都能突出风格，合肥名菜有曹操鸡、包公鱼、李鸿章大杂烩、庐州烤鸭等。
合肥小吃，也称庐州小吃，在继承古代庐州传统小吃的基础上，吸收融合省内外各地小吃特点，形成具有合肥地方浓厚特色的小吃名品。合肥小吃兼具南北特点，既有南方风格的糕点，也有北方式样的面食，当地有句顺口溜“大麻饼玉带糕，寸金白切加烘糕，小刀面馄饨饺，旱饺油香小笼包，龙灯节子包油条”即是说的合肥小吃的多样性。合肥小吃中，麻饼、烘糕、寸金、白切片四种甜品小吃合称为合肥四大名点，此外，庐阳汤包、鸭油烧饼、三河米饺等也较为知名。

### 全国重点文物保护单位
- 渡江战役总前委旧址
- 刘铭传旧居
- 冯玉祥旧居
- 银山智人遗址
- 李鸿章故居
- 安徽省博物馆陈列展览大楼
- 合肥曹魏新城遗址
- 张治中故居
- 姥山塔
- 吴复墓

## 旅游

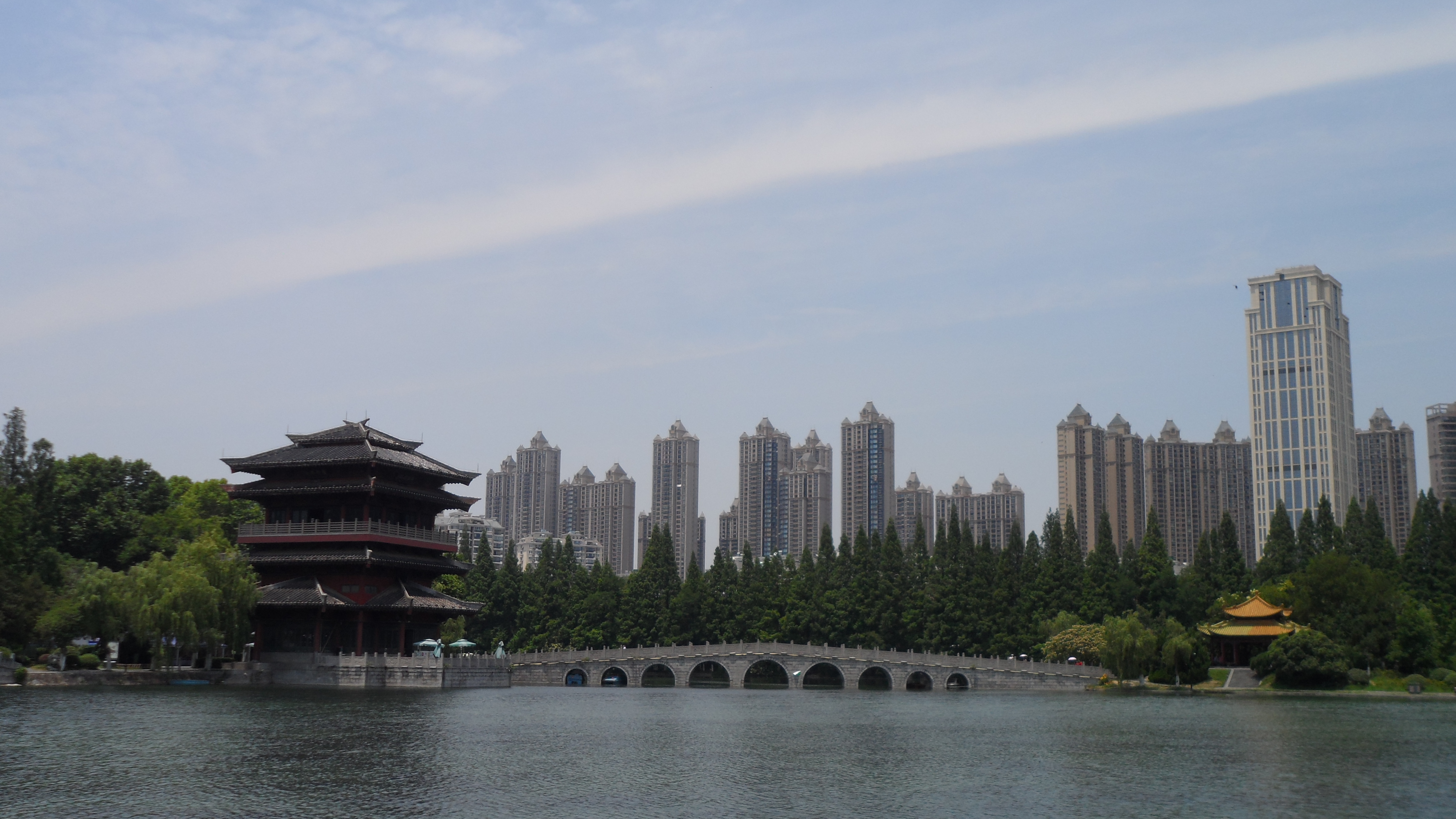
逍遥津公园

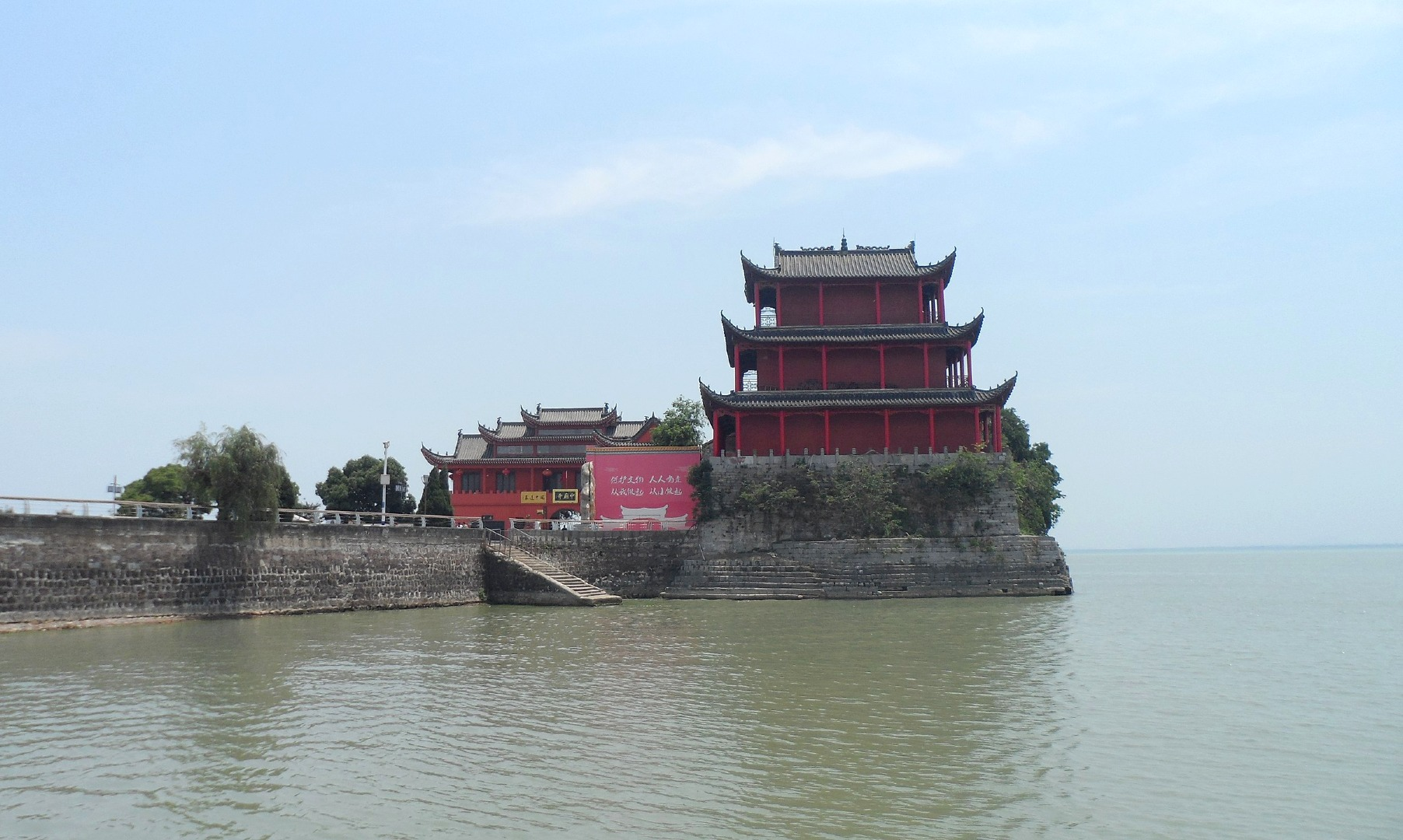
巢湖中庙

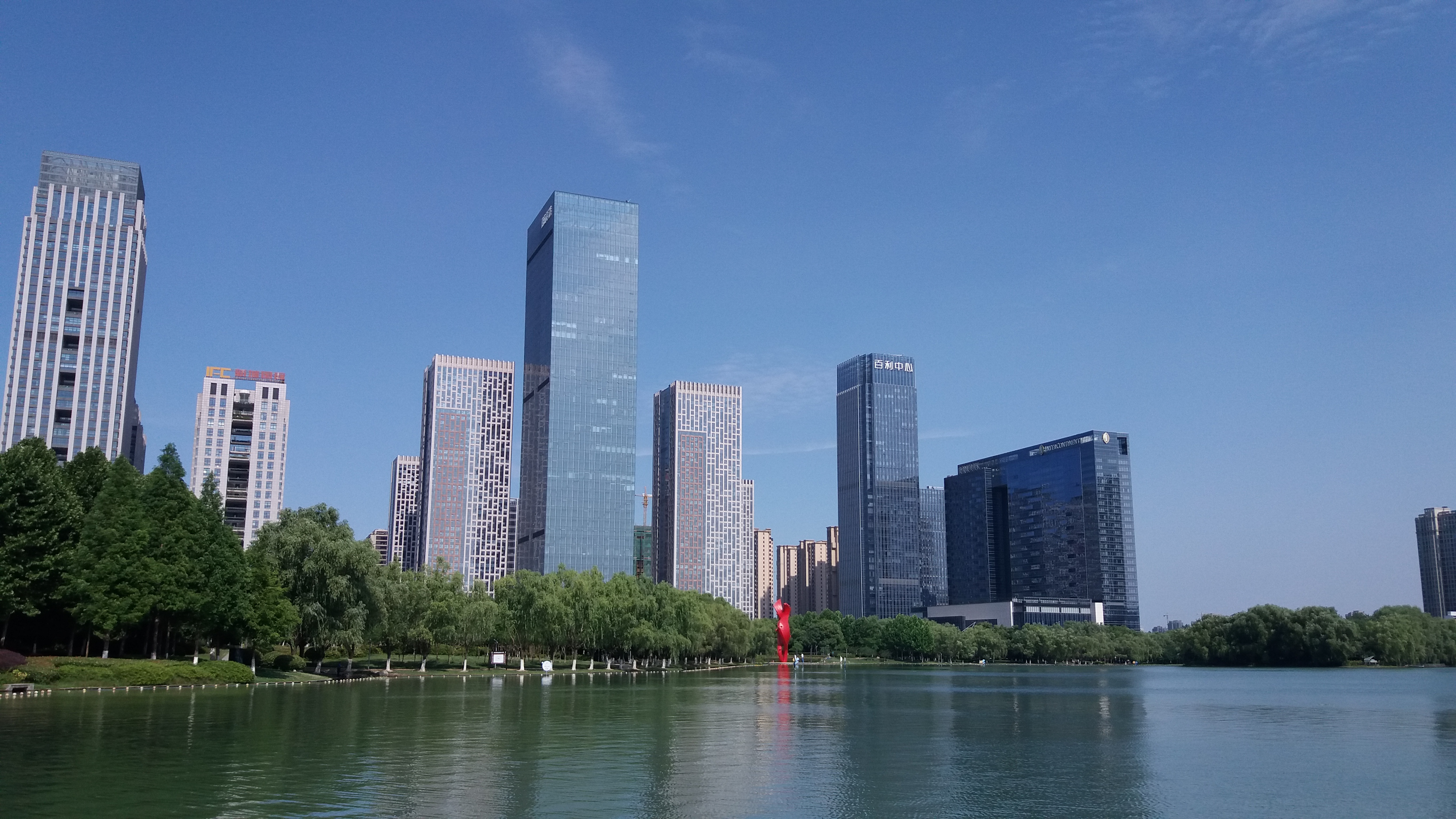
合肥天鹅湖

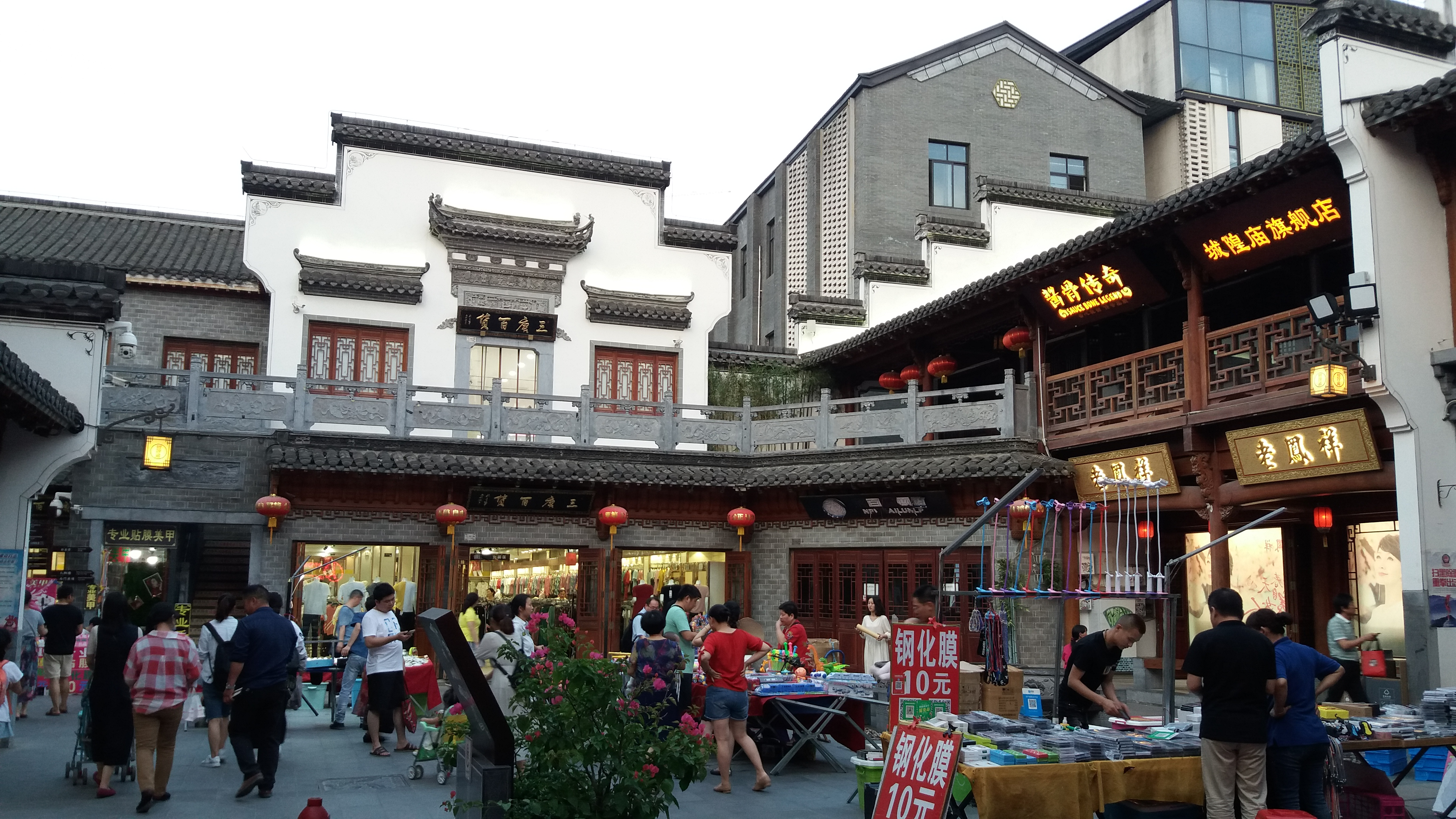
城隍庙市场

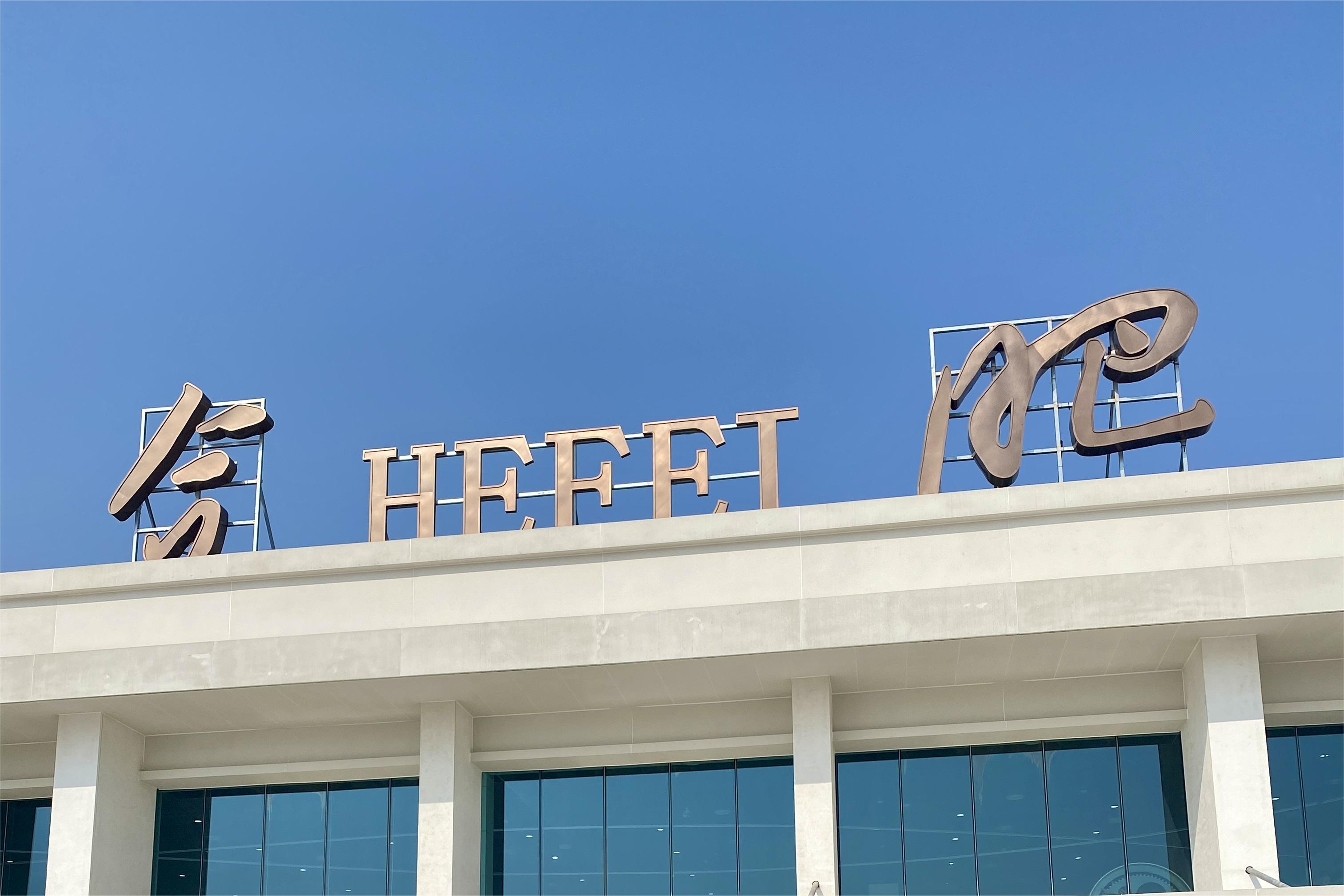
骆岗中央公园（园博园）

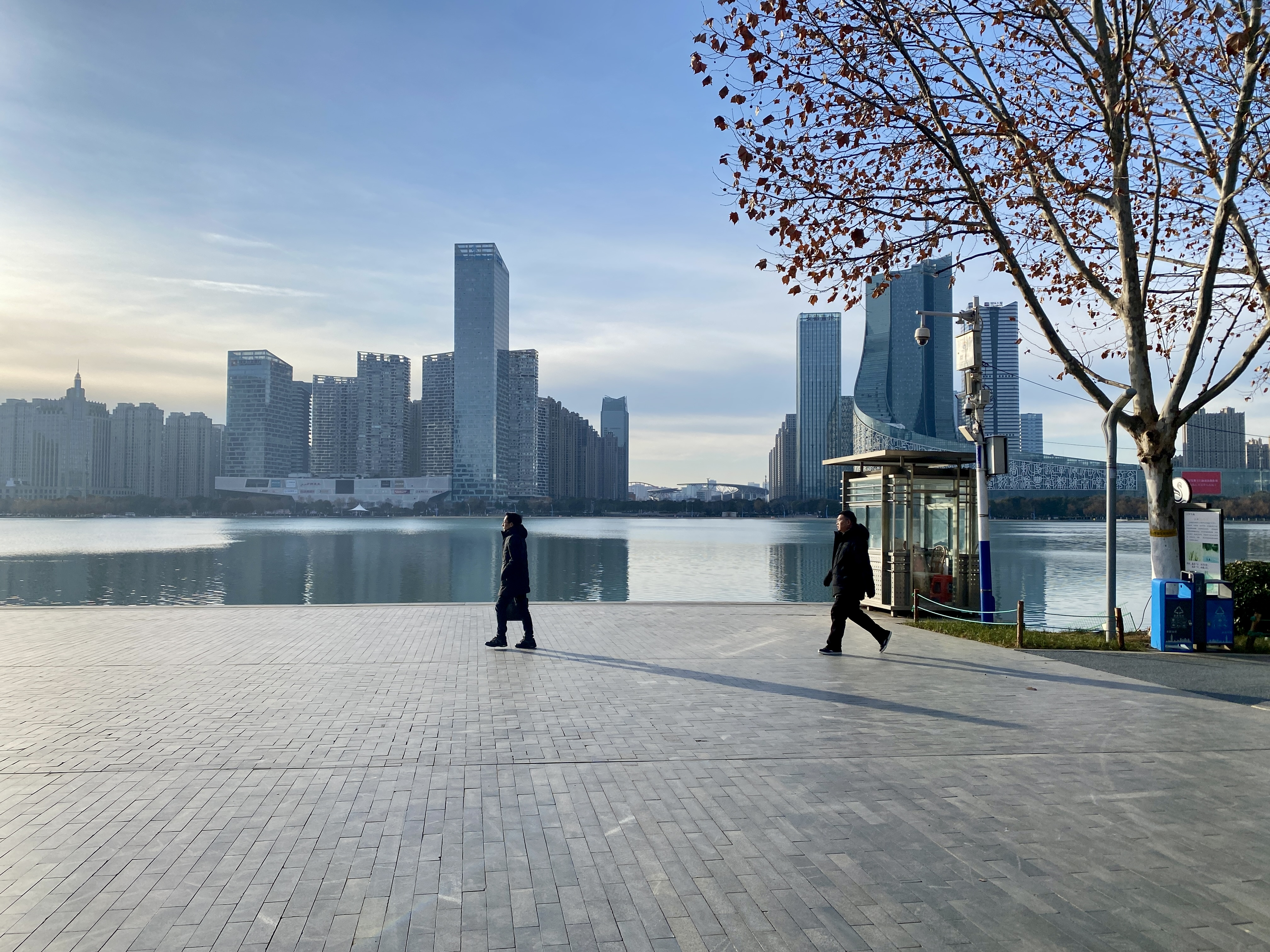
合肥天鹅湖（冬季）

虽然合肥旅游业起步晚，但是还是凭借自身的历史资源，形成了具有人文特色的旅游资源。如：包公园里的包拯少年读书生活的地方包公祠，及包公墓；三国时期古战场逍遥津如今已是一座具有历史文化特色，设施完善，环境优美，景色宜人的综合性公园；三国时期曹操练兵的教弩台；佛教重地明教寺、开福寺等。徽园于2001年9月开放，园内共约有四十五个景点，包括合肥园，六安园，曹操运兵道等。人文景点还有淮河路的李鸿章故居和大兴镇的李鸿章享堂。还有环城公园，包河公园，杏花公园，三国遗址公园，合肥海洋世界，欢乐岛，阳光海岸水世界，天鹅湖公园，翡翠湖公园，滨湖湿地森林公园等景点。
合肥市拥有半汤和汤池两处温泉度假区。随着原巢湖市的庐江县和居巢区划入合肥市，巢湖市（原居巢区）的半汤温泉、庐江县的汤池温泉成为合肥市的旅游资源。半汤镇位于巢湖市东部，汤池镇位于庐江县西部。

### 景点

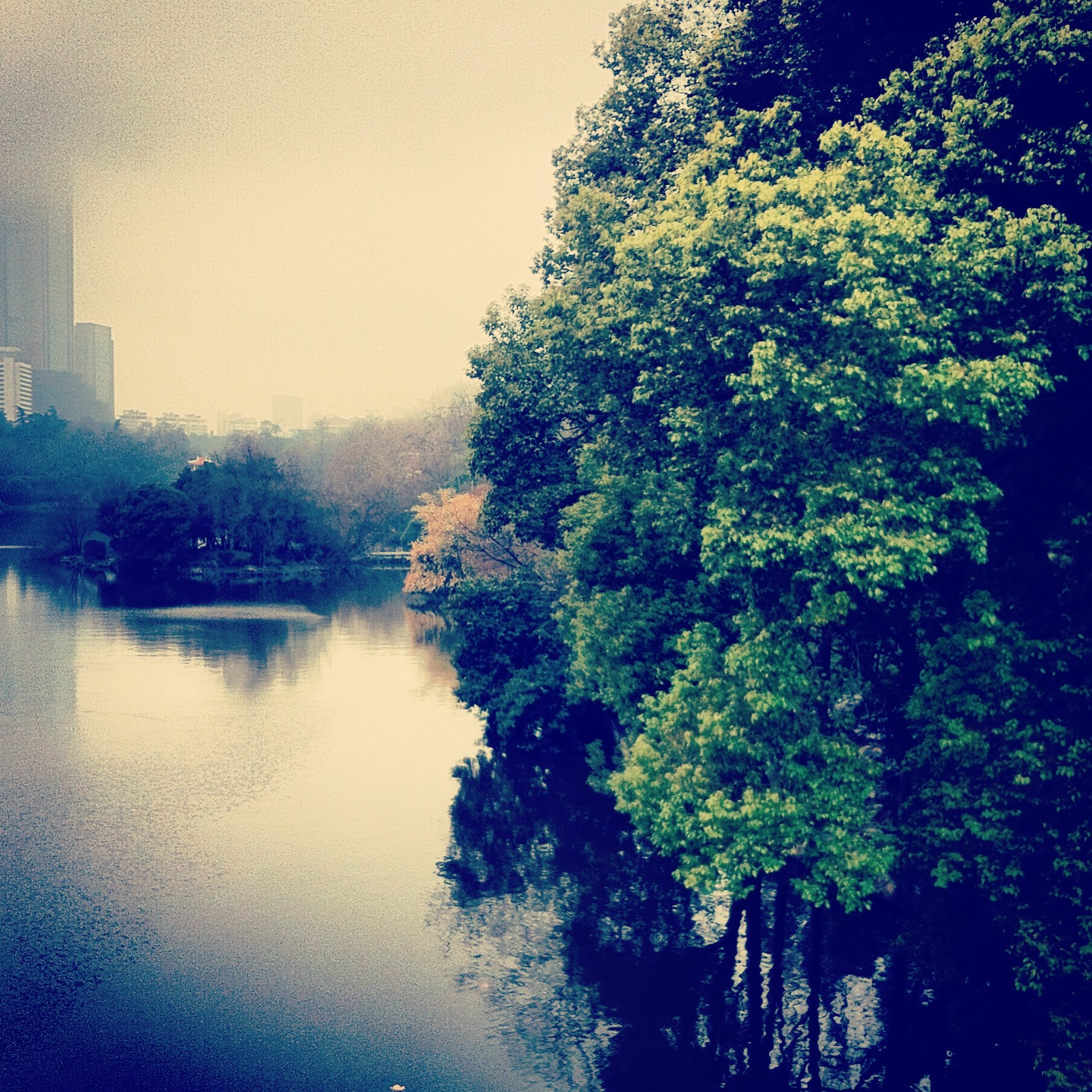
南宋姜夔寓居赤欄橋附近（今桐城路橋）

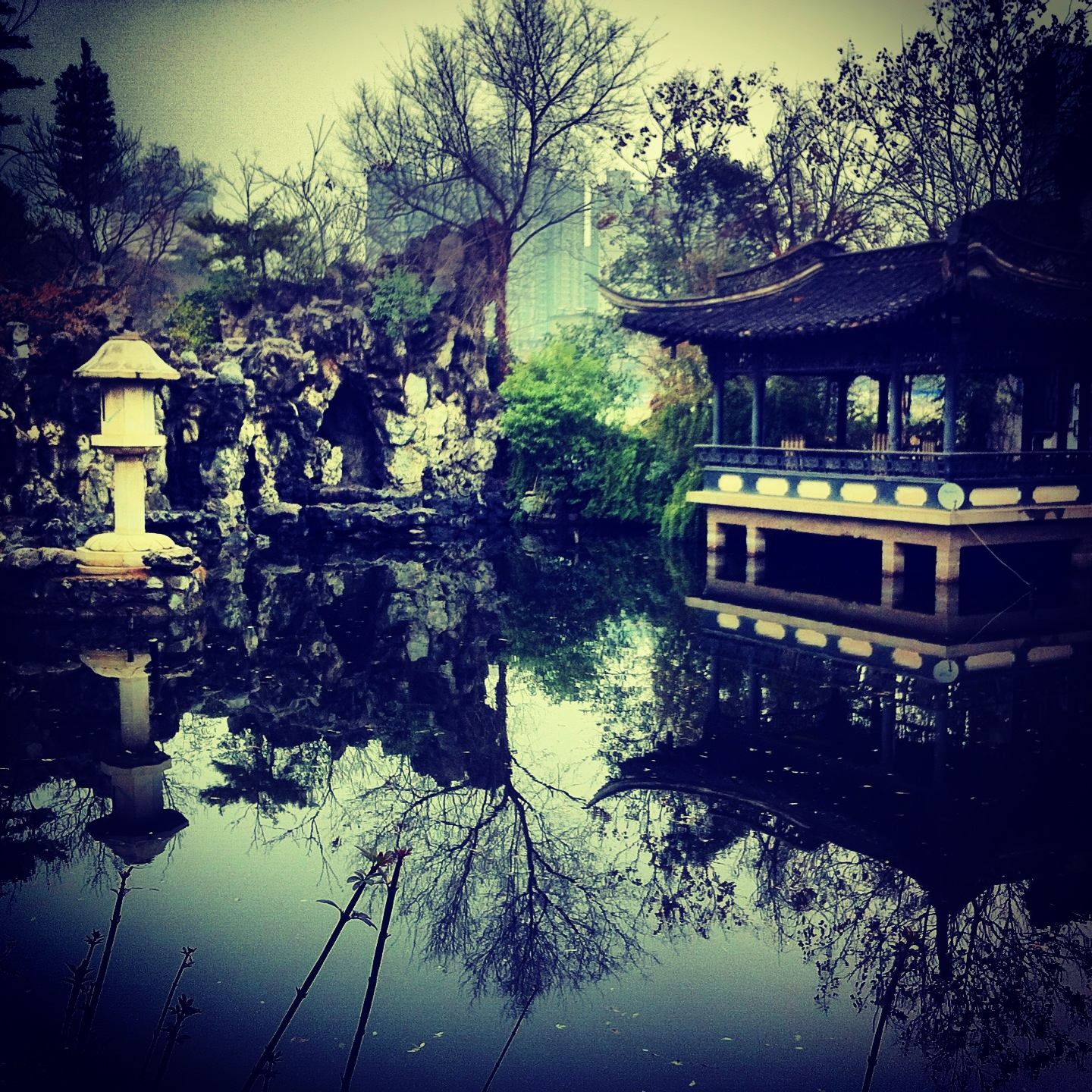
包河浮莊（徽派園林）

- 巢湖国家级风景名胜区
- 合肥市环城公园（国家重点公园）
- 紫蓬山国家森林公园
- 合肥大蜀山国家森林公园
- 合肥滨湖（湿地）森林公园

## 教育科研

### 科研

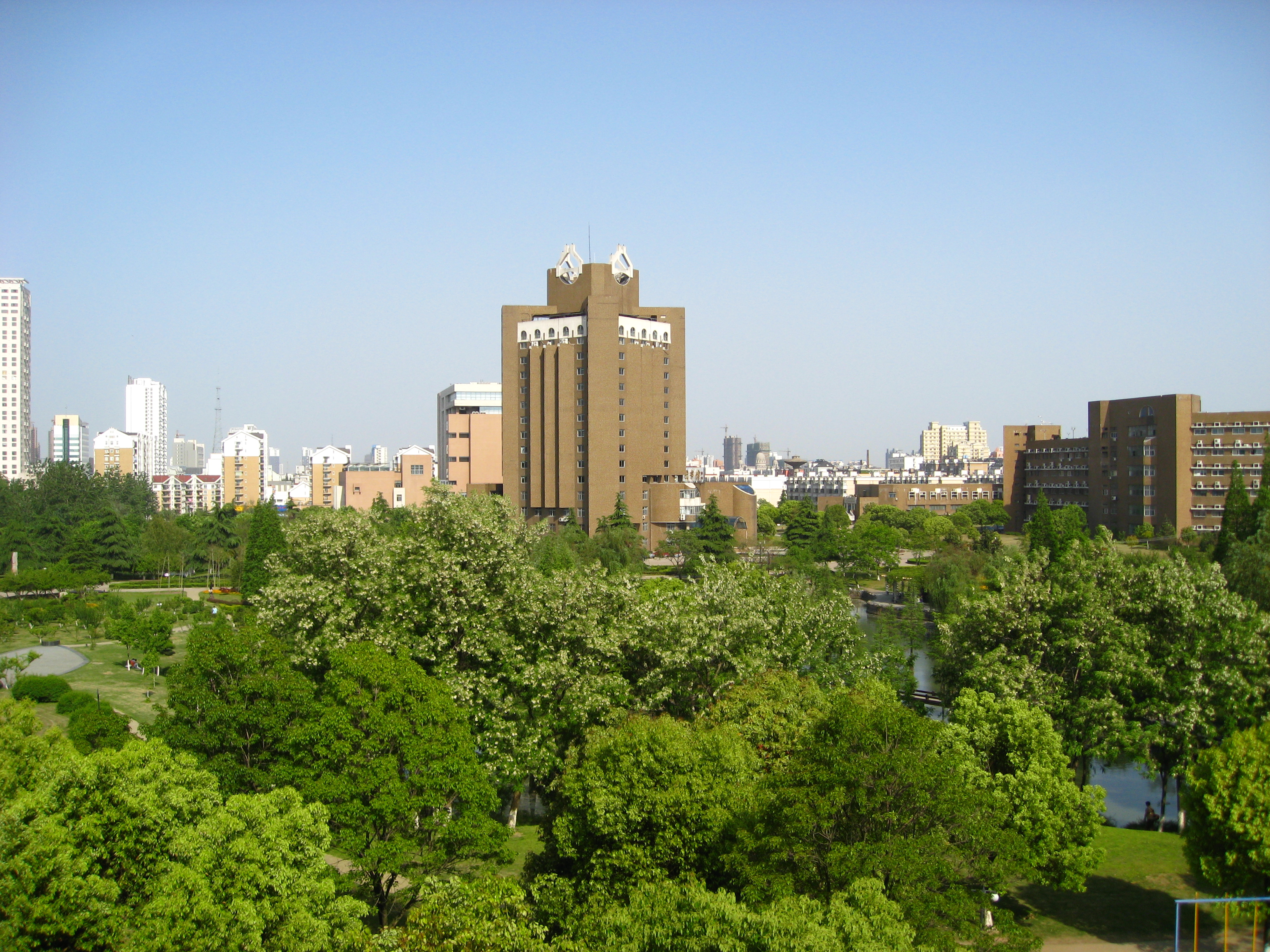
中国科学技术大学

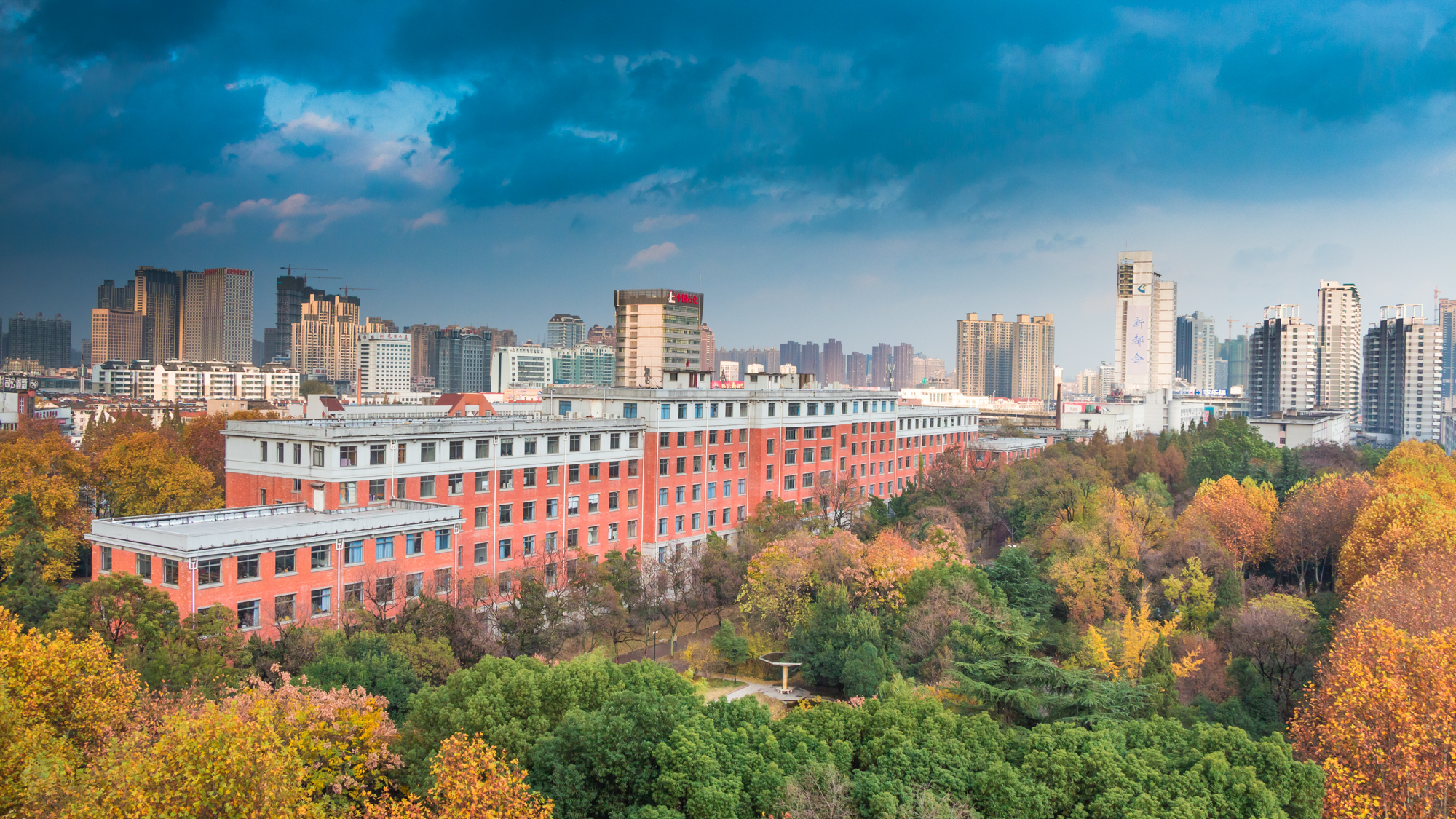
合肥工业大学

合肥是中国政府规划的首批科教名城。合肥是中国国家科技创新型试点城市和国家创新型试点城市，也是世界科技城市联盟会员城市。截止2021年底，合肥与上海，北京，深圳并列为综合性国家科学中心。
2016年，合肥市有省部级以上重点实验室和工程实验室151个，其中国家重点（工程）实验室13个；省级以上工程技术研究中心141个，其中国家级（含分中心）7个；省级以上工程研究中心36个，其中国家级12个。[33-34]  
2016年，合肥市有8项科技成果获国家科技奖，其中国家自然科学二等奖3项，科技进步一等奖1项、二等奖4项。全年受理专利申请50792件，其中发明专利25895件，比上年增长57.6%；授权专利18496件，其中发明专利4799件，增长40.6%。共签订各类技术合同10460项，成交金额120.45亿元，比上年增长14.8%。[15]  
合肥拥有各类科研机构200多个，其中以中国科学院合肥物质科学研究院为代表，包括等离子体物理所、固体物理所、安徽光机所、合肥智能所、合肥强磁场中心和安徽循环工程院。合肥拥有三个国家实验室，分别是同步辐射国家实验室、微尺度物质科学国家实验室、磁约束核聚变国家实验室（筹），其中前两者依托于中国科学技术大学，后者依托于等离子体物理研究所、中国科学技术大学以及西南核物理研究院。
| 国家实验室           | 同步辐射国家实验室             | 合肥微尺度物质科学国家实验室         |
| 国家实验室           | 磁约束核聚变国家实验室         | 量子訊息科学国家实验室               |
| 国家大科学工程实验室 | 国家同步辐射实验室             | 全超导非园截面托卡马克核聚变实验装置 |
| 国家大科学工程实验室 | HT-7超导托卡马克核聚变实验装置 | 稳态强磁场实验装置                   |

### 高等院校
合肥是安徽省内，乃至华东地区的文化教育中心城市之一。著名的985院校中国科学技术大学就位于合肥，国防科技大学的电子对抗学院以及中国人民解放军陆军兵种大学也位于合肥，还有两所211大学合肥工业大学、安徽大学，其他大学还有安徽农业大学、安徽医科大学、安徽中医药大学、安徽建筑大学，学院有安徽新华学院、安徽文达信息工程学院、合肥学院、合肥师范学院、安徽三联学院、安徽艺术职业学院、合肥经济学院等。

### 中学
合肥市共有28所安徽省示范高中：
- 合肥市第一中学
- 合肥市一六八中学
- 合肥市第八中学
- 合肥市第六中学
- 合肥市第四中学
- 合肥市第七中学
- 合肥市第九中学
- 合肥市第十中学
- 合肥市第二中学
- 合肥市第三中学
- 合肥市第五中学
- 合肥市第三十二中学
- 合肥市庐阳高级中学
- 合肥市第十一中学
- 合肥工业大学附属中学
- 肥东一中
- 肥东二中
- 肥西中学
- 肥西农兴中学
- 长丰县第一中学
- 庐江中学
- 庐江第二中学
- 庐江金牛中学
- 庐江汤池中学
- 巢湖市第一中学
- 巢湖市第二中学
- 巢湖市第四中学
- 巢湖市烔炀中学、巢湖市槐林中学

## 国际友城
合肥市缔结友好城市关系情况一览表

### 友好城市
| 国 家 | 日本       | 塞拉利昂   | 布隆迪     | 美国       | 丹麦       | 西班牙     | 韩国       | 澳大利亚   | 英国       | 德国         | 俄羅斯     | 柬埔寨     |
| 城 市 | 久留米市   | 弗里敦     | 布琼布拉   | 哥伦布     | 奥尔堡     | 莱里达     | 原州       | 戴瑞滨     | 贝尔法斯特 | 奥斯纳布吕克 | 烏法       | 金边       |
| 缔 结 | 1980-05-20 | 1984-03-20 | 1986-07-07 | 1988-11-17 | 1989-04-22 | 1998-04-04 | 2002-06-50 | 2003-10-29 | 2003-12-26 | 2006-06-05   | 2016-06-17 | 2018-11-06 |

### 友好合作关系城市
| 国 家 | 韓國       | 韓國       | 德国       | 美国       | 俄羅斯     | 柬埔寨     | 荷蘭       | 德国       | 英国       | 美国       |
| 城 市 | 大田       | 瑞山       | 罗斯托克   | 达拉斯     | 萨马拉     | 金边       | 海伦芬     | 科特布斯   | 德比       | 库比蒂诺   |
| 缔 结 | 2003-10-29 | 2008-06-08 | 2010-05-13 | 2012-12-11 | 2015-05-26 | 2015-12-04 | 2016-02-24 | 2016-02-28 | 2016-11-01 | 2016-11-08 |

| 国 家 | 德国         | 白俄羅斯   | 法国       | 俄罗斯     | 俄罗斯     | 俄罗斯       | 新西兰     | 西班牙     | 意大利     | 亚美尼亚     | 以色列     |
| 城 市 | 施特拉尔松德 | 布列斯特   | 阿维尼翁   | 萨拉托夫   | 切博克萨雷 | 下诺夫哥罗德 | 北帕默斯顿 | 萨拉曼卡   | 阿斯蒂     | 叶海格纳佐尔 | 佩塔提克瓦 |
| 缔 结 | 2017-03-08   | 2017-09-14 | 2018-01-25 | 2018-05-15 | 2019-05-23 | 2019-05-30   | 2021-11-05 | 2022-07-14 | 2023-05-14 | 2023-05-15   | 2023-08-24 |